# Тайсон, Майк
Майкл Дже́рард Та́йсон (англ. Michael Gerard Tyson; род. 30 июня 1966, Браунсвилл, Бруклин, Нью-Йорк, США) — американский боксёр-профессионал, выступавший в тяжёлой весовой категории; один из сильнейших, самых известных и узнаваемых боксёров в истории. Национальный Олимпийский чемпион США среди юниоров в первом тяжёлом весе (1982). Абсолютный чемпион мира в тяжёлой весовой категории среди профессионалов (1987—1990). Чемпион мира по версиям WBC (1986—1990, 1996), WBA (1987—1990, 1996), IBF (1987—1990), The Ring (1988—1990). Линейный чемпион (1988—1990). Победил 11 бойцов за титул чемпиона мира в тяжёлом весе. Самый высокооплачиваемый боксёр в истории (до Флойда Мейвезера).
«Самый перспективный боксёр» 1985 года по версии журнала «Ринг». Лучший боксёр вне зависимости от весовой категории по версии журнала «Ринг» (1989—1990). «Боксёр года» по версии журнала «Ринг» (1986, 1988). «Боксёр года» по версии BWAA (1986,1988). «Спорт личность года» по версии BBC (1989). Иностранный спортсмен года по версии BBC (1989). Лучший спортсмен за рубежом (1987—1989) по версии BBC. Рекордсмен по количеству наград «событие года» по версии журнала «Ринг»: 4 раза получал награду: 1995 — Возвращение Тайсона, 1997 — Укус во время боя с Эвандером Холифилдом, 1998 — Восстановление Тайсона, 2002 — Скандальная пресс-конференция Тайсон — Льюис. «Самый жестокий человек в истории спорта» и «Самый сильный нокаутёр в истории» по версии канала ESPN.
Включён в Международный зал боксёрской славы (2011), во Всемирный зал боксёрской славы (2010), в зал славы бокса штата Невада (2013), в Зал Славы WWE (2012). На 49-й ежегодной конвенции WBC в Лас-Вегасе Майк Тайсон был внесён в Книгу Рекордов Гиннесса и в торжественной обстановке получил два сертификата: за наибольшее количество самых быстрых нокаутов и за то, что стал самым молодым чемпионом мира в тяжёлом весе.
Является обладателем многих мировых рекордов, не побитых по сей день: самый молодой чемпион мира в тяжёлом весе (в 20 лет 144 дня); самый молодой абсолютный чемпион мира (в 21 год); боксёр, потративший наименьшее время с момента дебюта на завоевание титулов чемпиона и абсолютного чемпиона мира в тяжёлом весе (1 год 8,5 месяцев и 2 года 5 месяцев соответственно); первый и единственный абсолютный чемпион, который завоевал три основных титула последовательно один за другим; самый высокооплачиваемый тяжеловес в истории; единственный, защитивший титул абсолютного чемпиона (WBC, WBA, IBF) 6 раз подряд; наибольшее количество самых быстрых нокаутов (9 нокаутов менее, чем за 1 минуту); самый быстрый нокаут на юношеских олимпийских играх (8 секунд).
Имеет три судимости. В 1992 (за изнасилование приговорён к 6 годам тюрьмы, из которых отсидел 3), в 1998 (за избиения людей, которые столкнулись с его машиной; приговорён к 3,5 месяцам лишения свободы) и 2008 годах (сутки тюрьмы за употребление наркотиков и вождение автомобиля в состоянии наркотического опьянения). В юном возрасте также отбывал наказания в детских колониях. Женат третьим браком. Отец восьми детей. В 2009 году трагически погибла его четырёхлетняя дочь. Исповедует ислам и имеет арабское имя Мали́к Абду́л Ази́з (англ. Malik Abdul Aziz). Является веганом.
Основатель промоутерской компании Iron Mike Promotions. Кроме бокса, Майк известен своей актёрской карьерой.
Принял участие в написании сценария к автобиографическому фильму «Тайсон» (1994), снялся в двух документальных фильмах «По ту сторону славы» (2003) и «Майк Тайсон» (2009). В 2016 году снялся в одной из главных ролей фильма «Ип Ман 3».
Прозвище — «Железный Майк».

## Биография

### Семья
Иногда я даже не знаю, кто я, черт возьми. Мать говорила, что мой отец Джимми Киркпатрик, но в свидетельстве о рождении написано — Перселл Тайсон. Это очень странное чувство: в 38 лет заглянуть в паспорт только для того, чтобы узнать, кем был твой отец.
Родился 30 июня 1966 года в городе Нью-Йорке, в Бруклине, в районе Браунсвилл. Его родителями были Лорна Мэй Смит (1927—1982), работавшая проституткой на дому, и Джимми Киркпатрик (1924—1992), местный сутенёр. Однако свою фамилию Майк унаследовал от своего биологического отца, уроженца Ямайки, Пёрсела Тайсона, который бросил Лорну вскоре после того, как она забеременела. С Киркпатриком они прожили вместе меньше года, он бросил семью к моменту рождения Майка и больше не появлялся. О том, что Киркпатрик не родной его отец, Майк узнал только в 38 лет, когда впервые увидел своё свидетельство о рождении. Тем не менее, это не поколебало его сыновних чувств к Киркпатрику, как он сам поведал об этом в интервью: «Я позарез хотел быть сыном сутенёра, потому что это был большой статус у меня на районе. „Кучерявый“ [прозвище Киркпатрика] был быстро разговаривавшим и клёво одевавшимся чуваком, который изменил образ жизни моей матери, которая вскоре [после их знакомства] уже была вовлечена в уличную жизнь. […] „Кучерявый“ был сутенёром, а Пёрсел был скромным таксистом. Я позарез хотел быть сыном сутенёра, потому что у меня на районе это имеет вес».
Позднее Майк был усыновлён итальянцем Касом (Константино) Д’Амато и его женой, украинкой Камиллой Эвалд, которая родилась на Тернопольщине — в украинской семье Гната и Анастасии Иващук, после эмиграции фамилия изменена на Эвалд. Приёмную мать Тайсон называл своей «белой мамой», испытывал самые тёплые чувства и неоднократно рассказывал в интервью:
Мне очень повезло, что она благословила меня своей любовью и беспокоилась обо мне большую часть моей жизни. Я буду очень скучать по ней
У Майка есть единоутробные братья и сестры — старший брат Родни Тайсон и старшая сестра Дениз Тайсон, а также сводный брат по отцовской линии: Джимми Ли Киркпатрик.

### Детство и подростковые годы
Он имел очень мягкий характер и не умел постоять за себя. Его старший брат Родни и соседские мальчишки и одноклассники постоянно издевались над Майком. До 10 лет он был патологически не способен себя защитить. Однако в возрасте 9-11 лет в Майке произошёл перелом. Однажды один из членов местной уличной банды вырвал у него из рук любимого голубя и оторвал ему голову. Разъярённый Майк набросился на своего обидчика и жестоко избил его. С этого момента Майк пользовался уважением среди местных малолетних бандитов, которые приняли его в свою компанию и научили лазить по карманам, воровать и грабить магазины. Деятельность такого рода повлекла за собой аресты, визиты в исправительные учреждения для малолетних правонарушителей, во время одного из которых Тайсону удалось повидаться с Мохаммедом Али, приезжавшим туда, чтобы пообщаться с трудными подростками. Именно после встречи с Али он впервые задумался о карьере боксёра.
В возрасте 12 лет Тайсон был отправлен в Тра́йон, — спецшколу для несовершеннолетних преступников, расположенную в северной части штата Нью-Йорк. К этому моменту он считался неисправимым и отличался огромной для своего возраста физической силой. В школе, в которую определили Тайсона, учителем физкультуры работал бывший профессиональный боксёр Бобби Стюарт, в прошлом победитель первенства США среди любителей в полутяжёлой весовой категории (1974). Попав однажды в школьный карцер, Майк увидел из-за решётки, как по лужайке внутреннего двора школы конвоировали подростков, лица которых были в синяках, но они шли бодрой походкой и улыбаясь. Тайсон спросил охранников: «Кто это такие?». Ему ответили, что это повели боксёров, занимавшихся под руководством Стюарта. Тайсон, подглядев на них, не имея представления ни о технике бокса, ни о весовых категориях, решил, что он значительно массивнее их всех, а поэтому всех их побьёт, и заявил охранникам, что тоже хочет стать боксёром, попросив встретиться со Стюартом. Стюарт согласился тренировать его при условии, что Майк не будет нарушать школьную дисциплину. Спустя некоторое время Стюарт заключил с ним ещё один договор: чем лучше Майк учится в школе, тем больше Стюарт занимается с ним боксом. Тайсон, которого до этого считали умственно отсталым, сумел заметно повысить свою успеваемость. Уже в 13 лет Майк мог поднять 100-килограммовую штангу в жиме лёжа и уже тогда подавал признаки незаурядного боксёрского таланта. Стюарт обучал Тайсона боксу в течение двух лет, с 1978 по 1980 гг., что вскоре привело к значительным результатам. Как позже это описал сам Стюарт:

Мы с Майком спарринговали однажды. Он пробил джеб, который чуть не сбил меня с ног. Мне повезло, что следующую неделю я был в отпуске, потому что мой нос был сломан, под глазами всё было чёрное.
Оригинальный текст (англ.)Mike and I were sparring one time. He hit me with a jab that almost knocked me down. Luckily, I had the next week off from Tryon, because my nose was broken, my eyes were all black.
Уже тогда Стюарт понял, что его ученик перерос его, и познакомил Майка, которому тогда было 14 лет, с легендарным тренером и менеджером Касом Д’Амато. На момент приезда их вместе со Стюартом в клуб Д’Амато в зале не было боксёров, сопоставимых по размерам с Тайсоном, и по просьбе Тедди Атласа Стюарт снова надел перчатки и вышел на ринг с Тайсоном. Майк, очевидно понимая, что перед ним возник шанс начать новую жизнь, свирепо набросился на своего наставника, засыпая его ударами, чем произвёл серьёзное впечатление на Д’Амато и всех присутствовавших. Стюарт позже вспоминал: «Он был идеален, агрессивен как ад». Д’Амато, разговаривая со Стюартом, поделился с ним своим впечатлением, что если Майк будет продолжать в таком же духе, то станет чемпионом мира. Кас создал вокруг Тайсона профессиональную команду: тренеры, секунданты, массажисты и другие, задействовал свои неформальные связи и влияние, чтобы добывать ему опытных спарринг-партнёров (будучи в любителях, Тайсон уже тогда спарринговал с профессионалами из первой десятки типа Джимми Кларка и Карла Уильямса). Его менеджер Джим Джейкобс, старый знакомый Д’Амато, предоставил в распоряжение Тайсона свою крупнейшую в мире видеотеку, содержащую 26 тысяч лент кинохроники боксёрских поединков (на тот момент это составляло примерно 98 % боксёрских поединков, когда-либо записанных на плёнку). Вместо кинотеатров Майк регулярно посещал собственный кинозал, где он многократно пересматривал боксёрские поединки от первых записанных на плёнку чёрно-белых лент до наиболее современных. На становление его индивидуального стиля в наибольшей степени повлияли Джек Демпси, Эусебио Педроса и Роберто Дуран (Майк даже назвал своего питбуля «Дуран» в честь кумира его детства).
Регулярный просмотр видеозаписей со старыми боями повлиял не только на стиль боксирования, но и на имидж Тайсона. Под впечатлением от увиденного он выбрал для себя достаточно необычный по тем временам имидж: он выходил на ринг без музыки, без халата, в простых чёрных трусах и боксёрках на босу ногу, — отвечая на вопросы журналистов, он говорил, что «это помогает ему чувствовать себя воином, гладиатором».
Д’Амато стал не просто наставником для Тайсона, после смерти матери Тайсона в 1982 году Кас, вместе со своей гражданской женой Камиллой Эвальд, не имея собственных детей, усыновили Майка, оформив опеку над ним. Привыкнув к спартанским условиям жизни в спецшколе под надзором строгого Стюарта, поначалу Тайсон с недоверием отнёсся к Д’Амато, который всё ему позволял, и по его собственным словам, воспользовавшись внезапно полученной свободой, вернулся к своей прежней жизни: по будним дням занимался боксом под руководством Д’Амато, а по выходным приезжал к себе на родину в Бруклин и продолжал заниматься грабежом и разбоем, возвращаясь обратно в Кэтскилл, чтобы отсидеться после очередного преступления. Но по мере дальнейшей жизни вместе с Д’Амато у него росло доверие к Касу, он всё более проникался его жизненной философией. Со слезами умиления на глазах он впоследствии вспоминал, что в ту пору отказался от преступного образа жизни и укрепился в мысли: «Я буду держаться за эту боксёрскую шнягу». Вскоре Тайсон стал самым преданным его учеником: «Скажи он мне „Куси!“, я бы кусал. Я стал словно его [верный] пёс». Д’Амато позже рассказал, что Тайсон жадно впитывал в себя всю информацию о боксе, к которой имел доступ, перечитал всю подшивку журналов «Ринг» за несколько десятилетий (Д’Амато был постоянным подписчиком) и все книги о боксе, имевшиеся в их библиотеке, регулярно разговаривая с Касом о различных боксёрах прошлого, большинство из которых тот знал лично. Постепенно он, сам того не замечая, фактически стал историком бокса, зная малоизвестные подробности из жизни и карьеры множества американских боксёров и невидимых зрителю «кулуаров» профессионального бокса. В связи с этим после смерти Д’Амато Тайсона стали приглашать на съёмки документальных фильмов о боксе не столько как чемпиона, сколько как «ходячую энциклопедию». Под его редакцией вышел ряд исторических документальных лент и сериалов на телеканалах США (ABC Sports Network, HBO Boxing) и Великобритании (BBC Sport).

### Чемпионские годы
22 июня 1987 года Тайсона арестовали по обвинению в нападении и нанесении увечий. Он приставал к сотруднице платной автостоянки, а потом ударил заступившегося за неё коллегу. Дело закрыли после выплаты им 105 тысяч долларов.
1988 год стал переломным для Майка: он уволил своего тренера Кевина Руни и распустил всю команду, после чего карьера пошла на спад. 9 февраля 1988 Майк Тайсон женился на актрисе Робин Гивенс. На следующий год, 14 февраля они развелись в Доминиканской республике. Майк Тайсон так и не окончил среднюю школу. В 1989 году вместе с Доном Кингом он был удостоен звания почётного доктора гуманитарных наук в Центральном государственном университете в Уилберфорсе, штат Огайо, президентом университета Артуром Э. Томасом.
В 1990 году Майк забросил тренировки и стал злоупотреблять алкоголем. Следствием этого явилось его поражение от «Бастера» Дугласа 11 февраля 1990 в Японии, что до сих пор считается самой великой сенсацией в истории бокса: ставки на победу Дугласа были 42 к 1. В интервью американскому кабельному каналу YES Network Майк Тайсон признался в том, что считает свой поединок 1990 года против Дугласа лучшим боем в своей карьере: «Я всегда буду говорить, что, на мой взгляд, это был мой самый лучший бой, я всегда ставлю его на первое место. Это странно, но Кас [Д’Амато] всегда говорил мне: „Ты должен побеждать всех, ты в состоянии сделать это, но что произойдет, когда побьют тебя, сможешь ли ты справиться с этим?“ И этот бой доказал, что я могу справиться с этим». После этого боя Тайсон вернулся к тренировкам и записался на лечение.
19 июля 1991 года его обвинили в изнасиловании 18-летней Дезире Вашингтон, имевшей титул «Черная мисс штата Род-Айленд». В уголовном деле было немало спорных моментов, говоривших в пользу того, что всё произошло «по согласию», однако 9 сентября 1991 года Большое жюри штата Индиана проголосовало за предъявление обвинения Тайсону по трём статьям, включая и изнасилование. Тайсон был осуждён 10 февраля 1992 года.
5 марта 1998 Тайсон подал в суд на своего бывшего промоутера Дона Кинга с требованием выплатить ему 100 миллионов долларов в качестве компенсации материального ущерба, нанесённого за время их совместной работы. Дело не дошло до суда и было улажено за 14 миллионов долларов.

### Личная жизнь
Ни один из христиан до сих пор не говорил со мной по душам. Они швыряли меня в тюрьмы, писали про меня плохие статьи, а потом шли на воскресную службу и говорили: «Да, Иисус прекрасен, он придет, чтобы спасти всех нас». Но они даже не понимают, что в тот день, когда он сойдет на землю, эти сумасшедшие грязные жадные капиталисты вновь соберутся для того, чтобы убить его.
Был женат трижды: первый раз на актрисе Робин Гивенс, второй раз — на враче-педиатре из медицинского центра Джорджтаунского университета Монике Тёрнер. С 6 июня 2009 года женат третьим браком на Лакии Спайсер. Дети: Деамата Килрейн (род. 1990), Мики Лорна (род. 1990), Рейна (род. 14 февраля 1996), Амир (род. 5 августа 1997), Мигель Леон (род. 2002), Эксодус (погибла в результате несчастного случая в 2009 году). Сын Марокко Илия родился 25 января 2011 года.
Брат Тайсона Родни Тайсон является помощником врача в травматологическом центре Лос-Анджелеса в медицинском центре Университета Южной Калифорнии.
Обратился в ислам. При смене религии получил имя Малик Абдул Азиз.
С 2009 года является веганом.
26 мая 2009 года в американском городе Финикс в 11:45 по местному времени умерла четырёхлетняя Эксодус Тайсон — дочь Майка Тайсона. 25 мая она запуталась в проводе от беговой дорожки, когда играла дома, и провод задушил ребёнка. Врачи боролись за жизнь Эксодус около суток, но не смогли спасти девочку.

## Любительская карьера
Он дебютировал в мае 1981 года в 15 лет, в клубе Holyoke мальчика прозвали «Танк». В этом же году провёл в общей сложности шесть боев, в которых проиграл только последний, перед боем с Эрни Беннетом в ноябре.
Всё свободное время было посвящено тренировкам, что немедленно привело к потрясающим результатам. Уже в 1982 Майк выступает на юношеском олимпийском турнире. Первого своего соперника он побеждает на ринге всего за 8 секунд. Настолько же быстро Майк побеждал и всех остальных соперников.
В финале он вышел против Джо Кортеса. Тайсон сразу же пошёл в атаку и нокаутировал своего соперника за несколько секунд.
В следующем году проиграл только Элу Эвансу, что позволило ему принять участие в турнире Золотые Перчатки в 1983 году. Там он получил серебряную медаль после боя с Крейгом Пейном, хотя при оглашении оценки в пользу Пейна зал недовольно гудел. Перед окончанием года был дисквалифицирован до боя с Киммуэлом Одумом в Колорадо-Спрингс.
В 1984 году Тайсон начал выигрывать все свои бои. Логичным завершением его любительской карьеры должны были стать Олимпийские игры 1984 года в Лос-Анджелесе. На пути к финалу олимпийского отбора Тайсон победил техническим нокаутом в 1 раунде Келтона Брауна, победил по очкам Эвери Роулса и нокаутировал во втором раунде Генри Миллигана, выиграл Золотые перчатки в тяжёлом весе, до начала отборочного тура Олимпийских игр имел показатель (24-3) и считался явным фаворитом, чтобы выиграть место для защиты Соединённых Штатов на Олимпиаде 1984 года в Лос-Анджелесе.
В отборочном бою Тайсон встретился с Генри Тиллманом, который затем и стал олимпийским чемпионом. В первом раунде Тайсону удалось отправить Тиллмана в нокдаун так, что тот вылетел с ринга, но добить его не сумел. Во втором раунде Тиллман бегал от Тайсона, работая преимущественно джебом. Тайсон часто настигал его и наносил точные удары. В конце третьего раунда Тиллман просто убегал от Тайсона, который сумел пробить несколько жёстких ударов. По окончании поединка судьи близким решением присудили победу Тиллману со счётом 3:2. При оглашении оценки в пользу Тиллмана зал недовольно гудел и освистал это решение.
Затем Тайсон в отборочном бою снова встретился с Тиллманом. И снова победу близким решением судей одержал Тиллман. Многие сочли, что Тайсона просто не хотели пускать на олимпийские игры за его агрессивный стиль, уже напоминающий стиль профессионала. Однако реванш за этот проигрыш Тайсон возьмёт чуть позже — 16 июня 1990 года, уже на профессиональном ринге, когда нокаутирует своего обидчика в первом раунде.
16 сентября 1984 года Тайсон выиграл турнир Tammer в Тампере, после победы над Хакканом Броком.
Как бы там ни было, Кас Д’Амато не дал долго расстраиваться Майку из-за досадного поражения в отборочном туре олимпийских игр и вплотную занялся подготовкой боксёра к профессиональной карьере. Он пригласил для работы двух знаменитых менеджеров и организаторов боксёрских боёв — Билла Кейтона и Джима Джекобса. В боевой подготовке боксёра старому учителю помогали Кевин Руни и Тэдди Атлас.

### Титулы
- 1981 —  Чемпион юношеских Олимпийских турниров
- 1982 —  Чемпион юношеских Олимпийских турниров
- 1983 —  Серебряный призёр турнира «Золотые перчатки»
- 1983 —  Золотая медаль в рамках 19 национального чемпионата
- 1984 —  Золотая медаль в рамках 20 национального чемпионата
- 1984 —  Чемпион турнира «Золотые перчатки» в тяжёлом весе
- 1984 —  Победитель «Турнира чемпионов»

## Профессиональная карьера

### Дебют
5 марта 1985 года Майк Тайсон впервые вышел на профессиональный ринг. Первым соперником Тайсона в профессионалах стал Гектор Мерседес. Всего же за 1985 год Тайсон провёл 15 боев, победив всех соперников нокаутами.

### Взлёт к славе
В январе 1986 года Тайсон встретился с Майком Джеймсоном. Тайсон отправил Джеймсона в нокдаун в 4 и 5 раундах и победил техническим нокаутом в 5 раунде. Джеймсон стал первым, кому удалось продержаться до 5-го раунда, хотя ни одной минуты ни одного раунда ему выиграть и не удалось. Возможно, на результат повлияло также то, что предыдущий бой Тайсон проводил всего 13 дней назад.
В феврале 1986 года Тайсон вышел на ринг против Джесси Фергюсона. Ближе к концу 5-го раунда Тайсон загнал противника в угол. Тайсон провёл правый крюк в корпус, но удар пришёлся по защите, и сразу же правый апперкот, которым сломал Фергюссону нос. Фергюссон упал на канвас. Он встал на счёт 8. Тайсон бросился его добивать. До конца раунда оставалось 30 секунд. Тайсон провёл спуртовую атаку, но Фергюссону удалось продержаться до гонга. В 6-м раунде Фергюссон начал постоянно клинчевать. В середине раунда он зажал руки Тайсона и не отпускал его. Рефери попытался разнять бойцов, но Фергюссон не отпускал Тайсона. Тогда рефери остановил бой и дисквалифицировал Фергюссона. Позже, чтобы не портить послужной список Тайсона, Нью-Йоркская атлетическая комиссия поменяла формулировку результата с дисквалификации на технический нокаут.
В марте 1986 года Тайсон встретился со Стивом Зоуски. В 3-м раунде Зоуске сразу пропускал удары по голове, упав на канвас от левого-бокового в голову, ближе ко второй половине раунда, рефери отсчитал 10 секунд, Зоуске встал на 11, бой был окончен.
В мае 1986 года Тайсон встретился с бывшим претендентом на титул Джеймсом Тиллисом. Тиллис до боя с Тайсоном проиграл три последних боя по очкам, но при этом доставил соперникам большие проблемы. Тем не менее все эксперты считали, что его ждёт поражение нокаутом. Интересный факт был в том, что Тиллис большинство боёв провёл, страдая аллергией, из-за чего у него возникала преждевременная усталость в середине боя, однако как раз перед боем с Тайсоном Тиллис вылечился и вышел на бой в наилучшей в карьере форме. Тиллис вопреки скептическим мнениям о себе продемонстрировал невероятную стойкость, пропустив несколько сильных ударов в первых раундах. Кульминация боя, казалось, назревает — в пятом раунде, когда Тиллис пропустил боковой удар Тайсона, потерял равновесие и упал, но поднялся и продержался до конца раунда. Тиллис пытался атаковать и выкидывал большое количество джебов, которые главным образом попадали по защите Тайсона. Тайсон впервые прошёл всю дистанцию боя, продемонстрировав в этом бою класс своей защиты; Тиллис стал первым соперником, кто сумел продержаться против Тайсона до конца поединка. Тайсон хорошо выглядел в этом бою, но не сумел послать противника в нокаут, победив единогласным решением судей.
В мае 1986 года Тайсон вышел на бой против Митча Грина. Этот бой Тайсон провёл всего через 17 дней после поединка с Тиллисом. Митч Грин до боя с Тайсоном имел всего лишь одно поражение и считался достаточно перспективным боксёром, также нервную атмосферу на ринге накаляло ещё то обстоятельство, что Грин, как и Тайсон, вырос в Браунсвилле и в детстве входил в банду, противоборствующую банде, в которую входил Тайсон. Тайсон доминировал весь бой, пробивая серии и великолепно защищаясь, при этом Тайсон постоянно дразнил противника, пританцовывая перед ним с опущенными руками. Среди ярких моментов была выбитая джебом Тайсона капа Грина и выбитый у него же золотой зуб, который приземлился перед писателем Филом Бергером. По регламенту за победу в раунде давали 1 очко. Тайсон победил единогласным решением судей. Большинство экспертов, сравнивая этот бой с боем Тайсон-Тиллис, посчитали, что если Тиллис пытался выиграть, то Грин просто выживал на ринге, сумев отбегаться от Тайсона. После этого боя Грин не выходил на ринг 7 лет.
После двух десятираундовых боев против Тиллиса и Грина Майк опроверг скептические разговоры в свой адрес, одержав ряд побед нокаутами и снова подтвердил свой статус самого опасного тяжеловеса.
В июле 1986 года Тайсон встретился с Реджи Гроссом. В конце раунда Гроссу удалось сдержать атаку Тайсона, выбросив огромное количество ударов. Тайсон продемонстрировал мастерство защиты, уклонившись почти ото всех ударов, и на скачке пробил левый боковой. Гросс рухнул на канвас. Гросс поднялся. Тайсон пробил ещё серию ударов и снова отправил своего соперника в нокдаун. Гросс поднялся, но был не в состоянии продолжать, и рефери остановил бой.

### Бой с Марвисом Фрейзером
В июле 1986 года состоялся бой двух самых перспективных боксёров, непобеждённого Майка Тайсона и сына знаменитого чемпиона в тяжёлом весе Джо Фрейзера, Марвиса Фрейзера. На тот момент Марвис считался самым опасным соперником Тайсона, в своём активе он имел 16 побед, среди которых были победы над Джеймсом Броадом, Джеймсом Тиллисом, Бернардом Бентоном, Джо Багнером, Хосе Рибальтой, Джеймсом «Бонкрашером» Смитом и всего лишь одно поражение, которое он потерпел от Ларри Холмса. Однако в бою с Тайсоном он потерпел самое унизительное поражение, из числа тех соперников, что побил Тайсон. В начале 1-го раунда Тайсон загнал противника в угол и провёл правый апперкот. Фрейзер был потрясён. Тайсон сразу же провёл ещё серию сильных ударов. Противник свалился. Рефери начал считать, но видя, что Фрейзер бесчувственно лежит, прекратил считать. Это был тяжёлый нокаут. Фрейзер пришёл в себя через несколько минут. Этот тридцатисекундный бой оказался самым коротким в профессиональной карьере Тайсона. После этого боя Марвис Фрейзер провёл ещё три боя с малоизвестными боксёрами и в 1988 году ушёл из бокса.

### Бой с Хосе Рибальтой
17 августа 1986 Тайсон встретился с Хосе Рибальтой. Рибальта имел хорошую физическую подготовку и бой продлился до 10 раунда. Тайсон трижды отправлял соперника на настил, во 2, 8 и 10 раундах. После нокдауна в 10 Рибальта поднялся, Тайсон зажал его к канатам, где провёл серию ударов с попаданием в голову, рефери остановил бой, Тайсон победил техническим нокаутом.

### Чемпионский бой с Тревором Бербиком
В ноябре 1986 года Майк Тайсон вышел на ринг против чемпиона мира по версии WBC Тревора Бербика. Бербик лишь в феврале 1986 года завоевал титул чемпиона и проводил только первую защиту. В 1-м раунде Бербик пошёл с Тайсоном в открытый бой, но пропустил несколько жёстких ударов и прекратил атаковать. За 20 секунд до конца раунда Тайсон пробил левый боковой, Бербик с трудом удержался на ногах и на последних секундах был на грани нокаута. На первых секундах 2-го раунда Тайсон провёл серию ударов, отправив Бербика в нокдаун, Бербик поднялся. За 40 секунд до конца раунда Тайсон провёл правый апперкот в челюсть, а после левым хуком попал в голову Бербика. На момент Бербик прижался к Тайсону, а потом упал. Бербик дважды пытался встать, но каждый раз терял равновесие. С третьей попытки он поднялся, но его сильно шатало. Рефери остановил бой. За этот бой Тайсон заработал 1,5 млн $, а Бербик 2,1 млн $. В бою Тайсон установил 2 мировых рекорда, став самым молодым чемпионом в тяжёлом весе и став первым человеком, чей удар заставил соперника подняться и упасть три раза подряд. Одновременно с ним рекорд установил Кевин Руни, в 27 лет став самым молодым тренером, приведшим подопечного к чемпионскому титулу.

### Объединительный бой с Джеймсом Смитом
7 марта 1987 года Майк Тайсон, владевший на тот момент поясом по версии WBC, в объединительном бою встретился с чемпионом мира по версии WBA Джеймсом «Костоломом» Смитом. Майк начал бой в привычной манере, работая первым номером, сокращал дистанцию, уклоняясь от атак Смита, пробивал серии силовых ударов. Смит же, чтобы спастись от атак Тайсона, постоянно клинчевал и пытался вязать Майка. После 1-го раунда между боксёрами произошла словесная перепалка, в результате которой Тайсон нанёс удар после гонга. Во 2-м раунде рефери Миллс Лейн снял с обоих боксёров по одному очку за систематические клинчи. В результате столкновения головами у Смита над левым глазом образовалось рассечение. Тайсон доминировал весь бой, периодически нанося акцентированные удары с ближней дистанции. Смит же всячески пытался избегать боя. В конце 7-го раунда Тайсон поскользнулся, упав на канвас. Так как это произошло не вследствие попадания от Смита, отсчитывать нокдаун рефери не стал. В 8-м раунде Миллс Лейн снова снял со Смита одно очко за удержание. В самом конце 12-го раунда Джеймсу Смиту впервые удалось попасть в Тайсона сильным ударом, но это не повлияло на исход боя и Майк уверенно победил по очкам. Все трое судей отдали Тайсону победу в каждом раунде данного поединка. В грязном и незрелищном бою Майк Тайсон сумел одержать убедительную победу по очкам, объединив титулы по версиям WBC и WBA. В своей книге «Беспощадная истина» Тайсон отмечал, что не мог выложиться в этом бою на все сто процентов, так как у него было защемление нерва в шее, которое мучило Майка в течение нескольких лет и причиняло ему сильную боль. Известный российский комментатор Владимир Гендлин сказал: «Смит, увидев, что Тайсон сделал с Бербиком, подумал, что лучше не рисковать, и решил, что неплохо бы перевести бокс в другой вид спорта — в борьбу. Это была настоящая борьба, только без подножек».

### Бой с Пинклоном Томасом
30 мая 1987 года Тайсон вышел на ринг против бывшего чемпиона по версии WBC Пинклона Томаса. У Томаса был хороший послужной список, включавший в себя три победы над бывшими чемпионами мира: Майклом Уивером, Тимом Уизерспуном, Альфонсо Ратлиффом и другими рейтинговыми тяжеловесами. На момент боя с «Железным Майком» Пинклон шёл на серии из трёх побед подряд, проиграв лишь Тревору Бербику, бывшему сопернику Тайсона единогласным судейским решением. Майк, как и всегда, начал бой очень активно. С первых секунд Тайсон обрушил на Томаса град своих ударов. Пинклон пытался контролировать дистанцию джебом, но ему это не очень-то удавалось. Уже в 1-м раунде Тайсону удалось потрясти Томаса серией из боковых ударов, но Пинклон сумел устоять на ногах. В следующих раундах точность ударов Майка снизилась, он всё чаще стал пробивать мимо цели. Но даже при этом Тайсон владел небольшим преимуществом. Томас изредка пытался наносить удары навстречу, но благодаря своевременным уклонам и ныркам Майка, большинство были неточными. В 6-м раунде Тайсон снова пошатнул Томаса. Майк провёл серию безответных апперкотов и крюков с обеих рук по потрясённому Пинклону. Большая часть ударов пришлась точно в челюсть претенденту. После очередного левого крюка Томас упал на канвас. Он не успел встать на счёт «10». Рефери остановил бой. «Железный Майк» успешно защитил свои титулы WBA и WBC. До боя с Тайсоном Томас никогда не проигрывал досрочно и даже не был в нокдауне. В своей книге «Беспощадная истина» Тайсон отмечал, что нокаут Томаса, вероятно, был самым жестоким в его карьере. Майк заявлял, что колотил Пинклона словно грушу, не беспокоясь о том, что будет дальше.

### Завоевание титула абсолютного чемпиона мира
В августе 1987 года состоялся уникальный бой за звание абсолютного чемпиона мира в тяжёлом весе между непобеждённым чемпионом по версиям WBC и WBA Майком Тайсоном и непобеждённым чемпионом по версии IBF Тони Таккером. Впервые в истории тяжёлого веса встретились два действующих непобеждённых чемпиона. В первом раунде Таккеру удалось то, что не удавалось ещё ни одному сопернику Тайсона, сильнейшим апперкотом он задел подбородок Тайсона, вынудив таким образом его сделать пару шагов назад, однако развить свой успех не смог. В дальнейшем Таккер избегал боя с Тайсоном, бегая от него по рингу и клинчуя. Во 2 половине боя Тайсон начал работать преимущественно левой рукой как джебист, однако это не мешало ему выигрывать раунды. В конце последнего раунда Тайсон потряс Такера левым боковым, однако Такер путём связывания рук сумел избавиться от неприятностей. Тайсон победил единогласным решением судей и стал абсолютным чемпионом мира в тяжёлом весе. Таккер потерпел первое поражение в карьере и установил своеобразный рекорд: он владел титулом IBF всего 64 дня. В свою очередь, Тайсон установил мировой рекорд: он стал самым молодым абсолютным чемпионом в тяжёлом весе. По окончании матча Тони Такер сказал, что сломал руку, и во время подготовки к бою против Тайсона во время спаррингсессии он травмировал кисть.

### Бой с Тайреллом Биггсом
В октябре 1987 года состоялся бой двух непобеждённых боксёров — абсолютного чемпиона мира в супертяжелом весе Майка Тайсона и олимпийского чемпиона Тайрелла Биггса. Биггс считался сильнейшим боксёром любителем, перешедшим в профессионалы. Это был первый бой Тайсона, рассчитанный на 15 раундов и последний 15-раундовый титульный поединок в тяжёлом весе. Бой против Тайрелла Биггса — это мечта Тайсона, которая осуществилась в 1987 году. Майк хотел доказать всем, что он тоже может представлять Америку на Олимпийских играх и решил наказать Тайрелла Биггса. Тайрелл Биггс надеялся побить Тайсона своими быстрыми движениями и джебом, который не раз блокировал Тайсон в этом бою. Тайсон доминировал весь бой, пробивая серии ударов в лицо и корпус. В третьем раунде стало видно, что Железный Майк может нокаутировать его, когда захочет, но он пока не хотел. Захотел только в 7-м раунде и нокаутировал Биггса левым крюком. Сразу после боя Тайсон заявил: «Я бы мог побить Тайрелла Биггса ещё в третьем раунде, но я хотел, чтобы он надолго запомнил мой удар и этот вечер».

### Бой с Ларри Холмсом
В январе 1988 года состоялся бой за звание абсолютного чемпиона мира между двумя легендами — Майком Тайсоном и всемирно известным Ларри Холмсом. Перед боем Холмс унижал Тайсона, за что и поплатился. Тайсон доминировал весь бой. В 4-м раунде Тайсон трижды отправлял соперника на канвас и нокаутировал Холмса. Холмс впервые проиграл нокаутом. Последние пять секунд боя Ларри Холмс провёл в шоке, он не понимал, что происходит на ринге. После боя Холмс извинился перед Тайсоном. Значимость победы Тайсона подтверждает тот факт, что Холмс ни до, ни после этого боя ни разу не был в нокауте.

### Бой с Тони Таббсом
В марте 1988 Тайсон провёл защиту титула абсолютного чемпиона мира против экс-чемпиона мира по версии WBA Тони Таббса, весившего на момент боя 105 кг при росте 182 см. Это был первый бой Тайсона, проведённый за пределами США. Бой прошёл в Японии, на открытом стадионе. Тяжёлый Таббс хорошо выдержал 1 раунд, но незадолго до окончания второго раунда Тайсон пробил левый боковой. Таббс попятился назад и упал, не успев встать до окончания счёта.

### Бой с Майклом Спинксом
В июне 1988 года состоялся бой двух непобеждённых боксёров — абсолютного чемпиона мира в тяжёлом весе Майка Тайсона и бывшего абсолютного чемпиона мира в полутяжелом весе, а также бывшего чемпиона мира по версии IBF в тяжёлом весе Майкла Спинкса. Впервые после первого поединка между Мохаммедом Али и Джо Фрейзером на ринге сошлись два непобедимых чемпиона мира — бывший и нынешний. Это было самым важным событием в боксе на тот момент, на кону стоял титул абсолютного чемпиона мира в тяжёлом весе, вакантный титул The Ring, титул «Линейного чемпиона», именной пояс WBC и звание сильнейшего боксёра в тяжёлом весе. Один из комментаторов сравнил по значимости этот бой с Грохотом в Джунглях. Фаворитом в этом бою был Тайсон (ставки на него принимали из расчёта 3,5 к 1). В середине 1-го раунда Тайсон провёл левый апперкот в подбородок, а затем добавил правый крюк в корпус. Спинкс опустился на колено. Он встал на счёт «3». Сразу же после возобновления боя Тайсон правым апперкотом в голову вновь отправил противника на канвас. Спинкс на счёт «10» всё ещё находился на полу, и рефери остановил бой. Единственный раунд этого боя получил статус раунд года по версии журнала The Ring. В этом бою Тайсон установил своеобразный рекорд: он заработал на тот момент самый большой гонорар в истории бокса (22 миллиона долларов) за самое короткое время (91 секунда), а Спинкс заработал 13,5 миллиона долларов.
23 августа 1988 года между Майком Тайсоном и Митчем Грином в Гарлеме произошёл конфликт, в ходе которого Майк сломал Митчу переносицу. В результате удара голым кулаком Тайсон повредил себе кисть, из-за чего был перенесён его запланированный первый бой с Фрэнком Бруно.
В 1989 году Тайсон распустил всю команду, которая ковала его успехи, и нанял новую команду. Он почти не тренировался и до поры до времени ему это сходило с рук. Однако даже такой Тайсон был достаточно вынослив и голоден, чтобы дотянуть до последних раундов. После боя с Дагласом Тайсон вернулся к тренировкам, которые составляли около половины его нормы. Комбинации стали включать меньшее число ударов, Майк стал более открытым и прямолинейным.

### Бой с Фрэнком Бруно (1989)
В феврале 1989 года Тайсон встретился с сильнейшим британским тяжеловесом Фрэнком Бруно. У Майка в это время началась тяжба с промоутерами и бракоразводный процесс. Тайсон буквально из ЗАГСа прибыл на ринг, имея менее двух недель нормальной подготовки. Уже на первых секундах боя Тайсон отправил Бруно на настил. Рефери отсчитал нокдаун. Но Бруно поднялся и весь бой хорошо держался, достаточно неплохо сопротивляясь. В пятом раунде Тайсон потряс британца, тот отступил к канатам, где безучастно принимал удары до тех пор, пока секундант Бруно не выкинул полотенце.

### Бой с Карлом Уильямсом
В июле 1989 года Тайсон вышел на ринг против чемпиона США Карла Уильямса. В середине 1-го раунда Уильямс пробил джеб, Тайсон уклонился и левым апперкотом в челюсть отправил претендента на настил. Уильямс встал на счёт «8», но рефери Рэнди Ньюманн посмотрел на него и остановил бой. Решение было спорным. Рефери в послематчевом интервью заявил, что Уильямс не ответил на вопрос о готовности продолжать бой. Уильямс также дал послематчевое интервью, в котором заявил, что он был в нокдауне, а не в нокауте, что готов был продолжить бой, и на вопрос рефери о готовности продолжать бой поднял руки, и не понимает, почему рефери остановил бой.
18 ноября 1989 года в Эдмонтоне должен был состояться титульный бой между Майком Тайсоном и Донованом Раддоком. Однако этот бой был отменён из-за хондрита у Тайсона.

### Бой с Бастером Дагласом
В 1990 году Тайсону было всего 23 года. После развода и судебных разбирательств находился в отвратительном физическом и психологическом состоянии.11 февраля 1990 года Майк Тайсон проводил защиту против откровенно слабого для титульного боя Джеймса «Бастера» Дагласа. Даглас занимал только 7 место в мировом рейтинге, на момент боя имел 29 побед, 1 ничья и 4 поражения, два из которых от бывших соперников Тайсона и одно от дебютанта Дэвида Бэя и считался слабейшим в чемпионской оппозиции Тайсона. После боя с Тони Таккером Джеймс Даглас имел репутацию боксёра, который может «сломаться». Некоторые из спортивных журналистов, прилетевших в Токио освещать бой, не знали, как зовут Дугласа, и подходили к нему с этим вопросом. Ставки были 40 к 1 в пользу Тайсона. Тайсон совершенно не видел угрозы в своём сопернике и почти не готовился к бою. Подтверждением этого является показательный спарринг с бывшим чемпионом мира Грегом Пейджем, во время которого Пэйдж умудрился послать Тайсона в нокдаун. До этого Тайсон никогда не падал, ни во время боев, ни во время тренировок. Помимо этого, в его углу не было глазного утюга, поэтому по ходу боя использовали резиновую перчатку, наполненную холодной водой. Даглас напротив был в отличной форме и с лучшим в карьере психологическим настроем. Чемпион в этом бою был медленным, мало двигал головой и уклонялся (его обычной эффективной стратегии), а вместо коротких и многочисленных подшагов были большие проваливания с попытками побить Дагласа с одиночными ударами. В конце 8-го раунда Тайсон провёл правый апперкот в челюсть, отправив Дагласа в нокдаун. Он находился на полу более 10 секунд, рефери Октавио Мейран не сразу начал отсчёт, и на счёт 7 прекратил считать, обернулся и снова продолжил. На счёте 10 Даглас все ещё находился на полу, но рефери позволил ему продолжить бой. Обычным счётом это было бы 16 секунд. В 9 раунде стала заметна сильная усталость Майка. В середине 10-го раунда Даглас провёл правый апперкот в челюсть, а затем комбинацию — левый кросс, правый кросс и вновь левый кросс. Тайсон упал. Его капа вылетела. Тайсон почти сразу же поднялся, но рефери досчитал до восьми и остановил бой, видя, что Тайсон нетвёрдо стоит на ногах. На момент остановки боя счёт судей был ничейным: Ларри Розадилла (82-88 Дуглас), Кен Морита (87-86 Тайсон), Масакадзу Утида (86-86). После боя промоутер Тайсона Дон Кинг заявил, что рефери слишком долго считал нокдаун Дугласу, и на самом деле там был нокаут. Бой получил статус «Апсет года» по версии журнала «The Ring» и до сих пор считается величайшей сенсацией в истории бокса. После боя Тайсон прошёл курс лечения от алкоголизма. Сам Тайсон перед этим боем проявлял на тренировках недисциплинированность, злоупотреблял алкоголем, позднее он комментировал: «Я не тренировался, вообще».

### Бой с Генри Тиллменом
После неудачного протеста на результат боя с Дагласом промоутера Тайсона Дона Кинга и отказ Дагласа от матча-реванша, вынудили Тайсона снова биться за место обязательного претендента. Команда Тайсона сделала предложение Томасу Хирнсу, но тот поставил невыполнимые условия, сказав, что встретится с Тайсоном только в том случае, если он сбросит вес до 90 кг и будет тренироваться также, как перед боем с Дагласом. Окончательным соперником в итоге стал олимпийский чемпион Генри Тиллмен.
В июне 1990 года Тайсон вышел на ринг против Тиллмена. В конце 1-го раунда Тайсон правым хуком в верхнюю часть головы отправил противника на настил. На счёт «10» Тиллмен всё ещё лежал на полу. Тайсон взял реванш за поражения, полученные в отборочном туре Олимпийских игр.

### Бой с Алексом Стюартом
В декабре 1990 года Тайсон вышел на ринг против проспекта Алекса Стюарта. Этот бой получил название Жёсткий чёрный ход. Первоначально Тайсон хотел встретиться с бывшим претендентом на титул Ренальдо Снайпсом, однако Снайпс сломал правую руку в бою с прочным подмастерьем Джейми Хоу и был заменён Стюартом. В начале 1-го раунда правым крюком по верхней части головы он отправил Стюарта на настил. Стюарт поднялся на счёт 5. Через минуту тем же ударом Тайсон вновь отправил на канвас противника. Стюарт встал на счёт 10, и рефери позволил бою продолжиться. Ещё через минуту Тайсон правым крюком в челюсть снова отправил Стюарта на пол. На этот раз Стюарт даже не пытался встать. Победа Тайсона чистым нокаутом.
Тайсону не понравилась критика в свой адрес со стороны известного комментатора канала HBO Ларри Мерчанта. Он поставил руководству телеканала ультиматум: «Или Мерчант, или я». Руководство выбрало Мерчанта. Тайсон ушёл с HBO на Showtime.

### Бои с Донованом Раддоком
В марте 1991 года Тайсон встретился с Донованом Раддоком. Раддок к тому времени считался одним из сильнейших тяжеловесов, их бой планировался ещё в 1990 году, но Тайсон тогда отказался, сославшись на болезнь. Этот поединок рассматривался как встреча двух лучших тяжеловесов. Дон Кинг устроил шоу, пригласив на бой Роберто Дурана и Хулио Сесара Чавеса. Тайсон и Раддок бились за право встречи с победителем матча Эвандер Холифилд — Джордж Форман. Раддок побывал в нокдауне дважды: во 2-м и 3-м раундах. В 7-м раунде Тайсон левым хуком попал в челюсть Раддоку. Раддока зашатало, и он оперся на канаты. Рефери Ричард Стил неожиданно остановил бой. Решение было спорным. После остановки боя в ринге началась потасовка двух углов. После вмешательства охраны драка была остановлена.
Из-за спорной остановки 1-го боя Тайсон — Раддок был назначен повторный бой. Он состоялся в июне 1991 года. Бой был упорным и жёстким. Майк Тайсон много работал по корпусу, но иногда промахивался, из-за чего рефери Миллс Лейн снимал с него очки за нарушения в 4-м, 9-м и 10-м раундах, а с Раддока — в 8-м. На этот раз Тайсон победил по очкам. Раддок был в нокдауне во 2-м и 4-м раундах. Раддок показал в этом бою мужество и желание победить, позже выяснилось, что он 8 раундов боксировал со сломанной челюстью. После этого карьера Раддока пошла на спад, много позже он заявил, что на бои с Тайсоном он потратил все свои физические и душевные силы, что после этих боев кончился как сам Раддок, так и Тайсон.

### Возвращение на ринг и изменение стиля
В 1995 году Тайсон вернулся в бокс. Его возвращение на ринг получило статус «событие года». Однако после тюрьмы стиль Тайсона существенно изменился. Его контратакующий стиль Пик-а-бу сменился на стиль решера. Увеличилась сила удара и улучшилось нападение, однако выносливость и защита существенно снизились. Изменилась и система тренировок: теперь уже не уделялось столько времени физической подготовке, главное было просто поддерживать физическую форму. Мало кто мог устоять перед этим натиском, однако выносливость Майка во второй половине боя существенно падала. Тем не менее теперь Тайсон все свои победы одержал досрочно.

### Бой с Питером Макнили
В августе 1995 года Тайсон вышел на ринг против Питера Макнили. В самом начале 1-го раунда Тайсон правым крюком в голову отправил на пол противника. Макнили вскочил и неожиданно пробежался вокруг ринга. Рефери схватил его за руку и начал отсчитывать нокдаун. Бой продолжился. В середине раунда Тайсон провёл успешную атаку и правым апперкотом отправил Макнили в нокдаун. Рефери Миллс Лейн начал отсчёт. На ринг вышли люди из угла Макнили. Рефери попросил их уйти, но они отказались, после чего Лейн принял решение о дисквалификации Макнили, но Питер кричал в камеру, что ещё вернется и покажет всем, на что реально способен. Бой Тайсон-Макнили собрал более 96 миллионов долларов США по всему миру, в том числе рекордные 63 млн в США. Макнили стал шестым боксёром, который проиграл Тайсону не нокаутом, хотя остальные продержались до конца, проиграв по очкам.

### Бой с Бастером Матисом
В декабре 1995 года Тайсон вышел на ринг против непобежденного Бастера Матиса-младшего. В 3-м раунде правым апперкотом Тайсон отправил Матиса на настил. Матис не успел подняться на счёт 10. Рефери зафиксировал нокаут.

### Чемпионский бой с Фрэнком Бруно (1996)
В марте 1996 года состоялся реванш между Майком Тайсоном и Фрэнком Бруно. Все стало ясно с 1-го раунда, когда Тайсон уже на первых секундах приложился к голове Бруно справа. Бруно начинал клинчевать при первой же возможности и никак не хотел выпускать Тайсона из своих объятий. Это помогло ему продержаться первый раунд, но это уже начало выводить из себя рефери Миллса Лейна. А вот Железный Майк выглядел в этом раунде куда лучше, чем в своих последних боях перед тюрьмой. В третьем раунде Тайсон нанёс удар правой по корпусу, левым хуком в челюсть, а затем провёл длинную серию с обеих рук, закончившуюся несколькими апперкотами справа. Бруно провалился в канаты, которые удержали его на ногах, и рефери спас его от дальнейшего избиения, а чемпионский титул WBC перешёл к Майку Тайсону. Однако затем руководство WBC отказалось санкционировать объединённый поединок Тайсона с Брюсом Селдоном, и Тайсона лишили титула.

### Чемпионский бой с Брюсом Селдоном (1996)
В сентябре 1996 года Тайсон встретился с чемпионом мира по версии WBA Брюсом Селдоном. Тайсон сразу же пошёл в атаку. Селдон, спасаясь от атак Тайсона, старался держать его на расстоянии, но когда Тайсон прижимал его к канатам, Селдон клинчевал. В середине раунда Тайсон провёл атаку левым джебом в голову противника, от которого тот быстро наклонил голову, и правым свингом, который скользнул по голове Селдона. Но левого джеба было достаточно: Селдон упал на канвас. На счёт 4 он уже стоял на ногах. Сразу же после возобновления боя Тайсон левым хуком в голову вновь отправил противника на канвас. Селдон встал на счёт «5». На счёт 7 он тряхнул головой, и его начало качать, он опёрся спиной об угол ринга. Рефери после этого остановил бой. Тайсон выиграл титул WBA и стал трёхкратным чемпионом мира. За этот бой Тайсон заработал 25 миллионов долларов.

### Бой с Эвандером Холифилдом (1996)
В ноябре 1996 года состоялся бой между Майком Тайсоном и Эвандером Холифилдом, подготовка к которому начиналась ещё до того, как Тайсон попал в тюрьму. Фаворитом в этом бою был Тайсон (ставки на него принимались из расчета 22 к 1). Первые 5 раундов прошли с переменным успехом, но наблюдалось небольшое преимущество Тайсона. В пятом раунде Тайсон обрушил на Холифилда ожесточённые комбинации, но Холифилд не был потрясён. В шестом раунде Холифилд ударил Тайсона головой, и у Тайсона открылось рассечение над левым глазом. В этом же раунде Тайсон выкинул боковой и встал на прямые ноги. Холифилд провёл встречный левый хук в корпус. Удар пришёлся не в челюсть, и Тайсон не был потрясён, лишь потерял равновесие. Он поднялся на счёт 5. За 15 секунд до конца седьмого раунда Тайсон бросился на Холифилда, Холифилд пошёл головой вперёд; в результате жёсткого столкновения головами у Тайсона открылось рассечение под правым глазом. Тайсон вскрикнул от боли, и у него подогнулись колени, но снова рефери засчитал удар головой как непреднамеренный. Тайсон был осмотрен врачом. В конце 10-го раунда Холифилд провёл встречный правый кросс в челюсть. Тайсон пошатнулся. Холифилд выбросил ещё несколько кроссов. Тайсон попытался войти в клинч, но не смог. Холифилд пробил точно в подбородок встречный правый кросс. Тайсона повело назад. Он опёрся на канаты. Холифилд обрушил град ударов на противника. В это время прозвучал гонг. Комментаторы Showtime сказали, что гонг спас Тайсона. В начале 11-го раунда Холифилд пробил серию в голову. Тайсон не отвечал. Затем претендент провёл два хука — левый и правый — мимо. Тайсон ушёл от ударов, отойдя к канатам. Холифилд бросился за ним и пробил длинный левый кросс в подбородок. Рефери вмешался и прекратил бой. Тайсон решение не оспаривал. Бой получил статус «бой года» по версии журнала Ринг. Тайсон получил за этот бой 30 миллионов долларов, а Холифилд — 5 миллионов долларов.

### Реванш c Эвандером Холифилдом (1997)
В июле 1997 года состоялся второй бой между Майком Тайсоном и Эвандером Холифилдом. К матчу-реваншу Тайсон снова подошёл в ранге фаворита. Сначала был назначен тот же рефери, что и в предыдущем бою, но команда Тайсона протестовала, и в конце концов был назначен рефери Миллс Лейн на бой под названием «Шум и ярость», который получил даже больше внимания, чем предыдущий. Это был самый дорогой бой на тот момент. Его окружал огромный ажиотаж: все 16 тысяч билетов на него были распроданы в первый же день. 1-й раунд был в равной борьбе, однако Холифилд выиграл концовку и раунд. Холифилд в бою постоянно нарушал правила. В начале 2-го раунда Холифилд с размаху ударил Тайсона головой, у Тайсона образовалось рассечение, Тайсон скорчился от боли, и рефери разнял их. Тайсон обратился к рефери, но тот не среагировал. Весь раунд Холифилд вязал Тайсону руки и не давал вырваться, а в середине раунда просто навалился на него у канатов так, что оба боксёра чуть не упали. За 45 секунд до конца раунда Холифилд ударил Тайсона по затылку и попытался сделать это ещё раз. Рефери развёл боксёров. Тайсон снова обратился к рефери, но тот снова не среагировал. Разъярённый Тайсон пошёл в атаку, но раунд закончился и остался за Холифилдом. Третий раунд начался с яростной атаки Тайсона, большая часть ударов которого попала в цель. Холифилд оттолкнул его. Весь раунд проходил с преимуществом Тайсона, который почти не пропускал ударов и всё чаще попадал. За 40 секунд до конца раунда Тайсон набросился на Холифилда, но Холифилд начал вязать ему руки и ударил его головой. В ответ на это Тайсон откусил противнику задне-верхнюю часть правой ушной раковины (дарвинов бугорок). Холифилд запрыгал от боли. Тайсон толкнул его в спину. Рефери Миллс Лейн приостановил бой. Доктор осмотрел Холифилда и сказал, что он может продолжать бой. Рефери оштрафовал Тайсона на два очка (за укус и толчок в спину). Бой возобновили и добавили 30 секунд к третьему раунду. Тайсон сразу же провёл серию ударов по корпусу. За 20 секунд до конца раунда Холифилд ударил Тайсона головой в бровь. Лицо Тайсона скорчилось от боли, и он укусил Холифилда за левое ухо. Холифилд начал прыгать, но бой не остановили. Тайсон пробил двойку, Холифилд попытался ответить, но Тайсон пробил навстречу мощный прямой, и Холифилд попятился назад, Тайсон бросился его добивать, но раунд закончился. Холифилд не вышел на 4-й раунд. Началась потасовка. Охранники и полиция удерживали Тайсона, который бил всех подряд, пытаясь подойти к Холифилду. Охрана прекратила беспорядки на ринге. Тайсон был дисквалифицирован. Тайсон получил за этот бой 20 миллионов долларов, а Холифилд — 15 миллионов долларов. В результате укуса боксёрская лицензия Тайсона была отменена Атлетической комиссией штата Невада, и он был оштрафован на 3 млн долларов плюс судебные издержки, но 18 октября 1998 года комиссия проголосовала за восстановление боксёрской лицензии Тайсона. Бой получил статус «событие года» по версии журнала «Ринг». Писатель и обозреватель Кэтрин Данн написала статью с критикой Холифилда в спорном бою c Тайсоном и обвинила СМИ в предвзятости против Тайсона. В документальном фильме «Тайсон» Майк утверждал, что сделал это в отместку за удары соперника головой. 16 октября 2009 года на шоу Опры Уинфри Тайсон извинился перед Холифилдом. Холифилд принял извинения и простил Тайсона.

### Восстановление лицензии
В 1999 году боксёрскую лицензию Тайсона восстановили. Восстановление Тайсона в боксе получило статус «событие года». Однако Тайсон был уже совсем не тот, что прежде. Теперь он тренировался максимум полтора месяца перед боями, которые он проводил два раза в год против не самых сильных, но все-таки высокорейтинговых боксёров. Это обычный слаггер, ставящий на один удар, но по-прежнему обладающий самой непревзойденной ударной мощью.
В январе 1999 года Тайсон встретился с южноафриканцем Франсуа Ботой. Тайсон недооценил соперника и слабо подготовился к бою. Бой проходил в основном на ближней дистанции с обилием клинчей. Начало было нервным, Тайсон в конце раунда пытался выкручивать руки Боте. Разводить боксёров после первого раунда пришлось их командам. Во втором раунде рефери снял с Майка очко. Все же Тайсон выигрывал бой. В конце 5-го раунда правым кроссом в подбородок Тайсон отправил противника на канвас. Бота встал на счёт 10, но сразу же свалился на канаты. Рефери зафиксировал нокаут.
6 февраля 1999 года у Тайсона снова начались проблемы с законом. Он был приговорен к выплате 5000 долларов в дополнение к двум годам лишения свободы условно, а также к 200 часам общественных работ за два удара автомобилистам после дорожно-транспортного происшествия, которое произошло 31 августа 1998 года.

### Бой с Джулиусом Фрэнсисом
В январе 2000 года Тайсон встретился с чемпионом Великобритании Джулиусом Фрэнсисом. Фрэнсис падал 5 раз. После 5-го падения рефери остановил бой. Тайсон победил нокаутом во 2 раунде.
Интересный факт: публика была заранее уверена в победе первого. Английская газета The Mirror даже заплатила за рекламу на подошвах обуви Френсиса, чтобы она попала в кадры фото- и видеокамер во время нокдаунов.

### Бой с Орлином Норрисом
В октябре 1999 года Тайсон встретился с Орлином Норрисом. В 1-м раунде Тайсон коротким левым хуком в челюсть отправил противника на канвас после гонга. Норрис встал. Рефери снял с Тайсона 2 очка. Норрис не вышел на 2-й раунд. Его осмотрел врач, но ничего не выявил и сказал, что Норрис просто не хочет выходить на ринг. Норрис утверждал, что повредил колено при падении. Бой был признан несостоявшимся. После боя Тайсон сказал: «Норрис отправился в свой угол без каких-либо проблем, он, вероятно, повредил себе колено, когда сидел на стуле».
Из-за проблем с законом следующие два боя Тайсон провёл за пределами США.

### Бой с Лу Саварезе
В июне 2000 года Тайсон встретился с Лу Саварезе. Саварезе в прошлом бою победил Джеймса Дагласа. В начале 1-го раунда Тайсон на скачке левым хуком отправил Саварезе в нокдаун. Когда же противник поднялся, собираясь продолжать бой, Тайсон накинулся на него — добивать. Рефери Джон Койл, стремясь положить конец избиению беспомощного Саварезе, попытался разнять боксёров, но Тайсон, не обращая внимания на судью, продолжал наносить удары. Забыв об осторожности, разошедшийся боксёр нечаянно задел кулаком рефери, и тот упал на ринг. Койл поднялся и вновь категорически потребовал прекратить поединок. На сей раз Тайсон подчинился. Произошла заминка, никто не знал, каким будет вердикт. В конце концов, победу техническим нокаутом, несмотря на инцидент, присудили Тайсону. Саварезе тем не менее ещё долго разводил руками, словно не понимая, почему рефери не разрешил ему продолжать бой.

### Бой с Анджеем Голотой
В октябре 2000 года Тайсон сошёлся с Анджеем Голотой. Тайсон сразу пошёл в атаку. В конце 1-го раунда он правым крюком в челюсть отправил Голоту в нокдаун. Голота поднялся и был в состоянии продолжать бой, достояв до конца раунда, но у него пошло кровотечение из раны над левым глазом. Надеясь получить нокаутом победу, Тайсон продолжил своё агрессивное нападение в течение почти всего второго раунда, в результате чего Голота несколько раз связывал Тайсону руки, чтобы попытаться снизить эффективность его мощных ударов. Хотя Голота пытался сопротивляться, Тайсон легко выиграл раунд и вёл по очкам на показателях всех 3 судей. В перерыве между 2-м и 3-м раундами Голота отказался от продолжения боя. Угол Голоты пытался его уговорить продолжить бой, но безрезультатно. Голота ушёл с ринга. Решение Голоты отказаться от боя возмутило Тайсона, который чувствовал, что он потерял возможность получить традиционную победу нокаутом. Тайсона пришлось удерживать в его углу, чтобы предотвратить его нападение на Голоту. Пока Голота покидал зал, зрители кидали в него разные предметы, в основном стаканы из-под напитков. Возле самого выхода в него попала банка с кетчупом, который разлился по телу боксёра. Позже представители телеканала Showtime заявили, что Голота — трус, и больше они никогда его не покажут на своём канале. Вскоре после боя допинг-проба Тайсона показала наличие в крови следов марихуаны, и бой был признан несостоявшимся. После боя Голоту доставили в больницу. Там выяснилось, что Голота перенёс сотрясение мозга, перелом левой скулы, и грыжу межпозвоночного диска между четвёртым и пятым шейными позвонками во время боя, из-за чего выбыл из бокса почти на 3 года, прежде чем вернуться 14 августа 2003 года. Однако затем Голота провёл два чемпионских боя с Крисом Бёрдом за титул IBF и с Джоном Руисом за титул WBA. Бой с Бёрдом закончился спорной ничьей, а бой с Руисом спорно проиграл, но многие эксперты и зрители посчитали, что в тех боях Голота был ограблен судьями.

### Бой с Брайаном Нильсеном
В октябре 2001 года Тайсон отправился в Данию на бой с местным бойцом — бывшим чемпионом по версии IBO Брайаном Нильсеном. Это был большой бой: 25 000 зрителей, не пожалев немалых сумм на входные билеты, заполнили трибуны стадиона Parken Stadium. Перерыв в год сказался на форме Майка, он вышел на ринг с рекордным в карьере весом, потяжелев на 10 килограмм. Тайсон доминировал весь бой, с первого раунда осыпая противника ударами. Уже во 2 раунде у Датчанина стал заплывать глаз. В конце 3-го раунда Тайсон провёл серию ударов в голову противника, после чего тот рухнул на пол. Нильсен встал на счёт «7». Тайсон бросился его добивать. Через несколько секунд Тайсон левым хуком попал в пах датчанину. Нильсен скорчился от боли. Ему дали время на отдых. Тайсон продолжил наступление на датчанина, который оказывал все меньше сопротивления. В шестом раунде Железный Майк уже просто добивал свою жертву. Перед самым гонгом он наградил соперника левым апперкотом. После 6-го раунда Нильсен отказался от продолжения боя. Тайсон получил за этот бой 13 миллионов долларов, а Нильсен — 800 000 долларов.

### Чемпионский бой с Ленноксом Льюисом
В июне 2002 года состоялся поединок Майка Тайсона и Леннокса Льюиса. Этот бой был самым кассовым событием в истории бокса, собрав 106,9 млн долларов за 1,95 млн оплаченных просмотров. Тайсон в то время имел проблемы с наркотиками и лишним весом, в последних боях пренебрегал защитой и был очень далёк от своего образца 80-х годов. Несмотря на то, что этот бой был очень важным, Тайсон уделял больше времени не тренировкам, а ночным клубам, так что к бою он подошёл в гораздо худшей форме, нежели в 2000 году, тем не менее букмекеры сделали его фаворитом. В 1-м раунде Тайсон сумел удивить болельщиков, он проходил в ближний бой и наносил точные удары по Льюису. Льюис старался всячески уклоняться от борьбы, связывая Тайсону руки и наваливаясь на него в ближнем бою, за что неоднократно получал предупреждение от рефери. С 3-го раунда выносливость Майка пошла на убыль, и он делал уклоны, не стараясь попасть в ближний бой. В конце 4-го раунда Льюис навалился на Тайсона, и Тайсон упал. Рефери не счёл это нокдауном. В 5-м раунде Льюис ударил Тайсона во время разведения рефери боксёров из клинча. Льюис получил очередное предупреждение. После 5-го раунда выносливость Майка окончательно села и он почти перестал защищаться. В середине 8-го раунда Льюис левым апперкотом попал в челюсть Тайсона. Тайсон присел на корточки, рефери отсчитал нокдаун. Ближе к концу раунда Льюис правым крюком послал Тайсона на канвас. На счёт 10 Тайсон только встал на колено. Рефери зафиксировал нокаут. Каждый боксёр получил по 35 млн долларов США.

### Бой с Клиффордом Этьеном
В феврале 2003 года Тайсон встретился с Клиффордом Этьеном. В начале 1-го раунда он правым крюком послал Этьена на канвас. На счёт «10» Этьен все ещё находился на канвасе. Рефери зафиксировал нокаут. Эта победа стала для Тайсона 50-й и последней в карьере.

### Бой с Дэнни Уильямсом
30 июля 2004 года после 17-месячного перерыва Майк Тайсон вышел на ринг против довольно известного британского боксёра Дэнни Уильямса. Фаворитом в этом бою был Тайсон (ставки на него принимались из расчета 9 к 1). Первый раунд этого боя стал одним из лучших раундов, проведённых Майком за последние годы, в конце раунда сильно потряс Уильямса, после чего тот впал в состояние грогги и начал клинчевать, что помогло ему продержаться 1 раунд. Но затем Тайсон резко сдал и во втором раунде его преимущество было минимальным. В третьем раунде арбитр Деннис Альфред снял с Уильямса два очка за удар после остановки боя и «бодание», а в четвёртом раунде после затяжной серии Уильямса Тайсон оказался на полу и не смог подняться до окончания отсчёта рефери. Объяснение этому неожиданному поражению последовало незамедлительно: выяснилось, что в первом раунде Майк получил серьёзную травму колена, которая лишила его возможности нормально передвигаться по рингу и вкладываться в удары. Через несколько дней Тайсону сделали операцию, и он несколько недель провёл в гипсе.

### Бой с Кевином Макбрайдом
Я буду драться с кем угодно. С Кличко или с тем другим парнем — Владимиром — как его там? — Брюстером. На самом деле я не знаю и половины имён всех этих супертяжей. Они приходят ниоткуда и уходят туда же.
11 июня 2005 года Тайсон провёл бой с малоизвестным ирландским боксёром Кевином Макбрайдом. 198-сантиметровый Макбрайд стал одним из самых высоких соперников Тайсона, также перевесив его на взвешивании на 17 кг. СМИ называли в качестве главной причины выхода Тайсона на ринг крайнюю нужду в деньгах (он задолжал более 40 миллионов долларов и подсчитал, что для погашения долга ему нужно провести семь боев), но сам Тайсон и его тренер Джефф Фенеч отрицали это, заявляя, что данный бой будет разминочным в серии из трёх боёв, а в идеале он рассчитывает выйти на чемпионский бой против Виталия Кличко. Перед выходом на ринг раздевалку Тайсона посетил Мохаммед Али, чья дочь Лейла участвовала в одном из боев разогрева. Зрители яростно поддерживали Тайсона. Макбрайд активно использовал своё преимущество в росте и размахе рук, пытаясь держать Тайсона на расстоянии джебом, наваливаясь и клинчуя при его попытках сблизиться. Тем не менее Тайсон выиграл первые три раунда, упрочив своё преимущество в четвёртом, когда ему удались несколько успешных атак в голову и корпус соперника. Но развить успех Майк не смог, ему явно не хватало остроты и агрессии в своих действиях, он устал, и уже в пятом раунде оказался на канатах, пропустив чувствительный выпад соперника. Пятый раунд остался за Макбрайдом. В шестом раунде Тайсон попытался заломать правую руку соперника, а также заработал два штрафных очка за атаку с низко опущенной головой, в результате которой у ирландца открылось рассечение. В конце раунда Макбрайд навалился на Тайсона, и тот упал к канатам. Рефери не счёл это нокдауном. Майк выглядел обессиленным, с трудом поднялся и медленно пошёл в свой угол. Хотя после шести раундов Тайсон лидировал на карточках двух судей со счётом 57-55 (третий выставил 57-55 в пользу ирландца), он отказался от продолжения боя, и в результате Макбрайду была засчитана победа техническим нокаутом. После этого Тайсон объявил о завершении карьеры:

Хочу извиниться перед болельщиками, которые заплатили за это деньги и потеряли время. Думаю, что мне пора заканчивать. Не вижу смысла в дальнейшем появляться на ринге. Не стоит обманывать самого себя и позорить вид спорта, которому я отдал много лет своей жизни— Майк Тайсон

### Показательный бой с Кори Сандерсом
В 2006 году Майк Тайсон принял участие в 12 показательных раундах с американским боксёром Кори Сандерсом. Сандерс боксировал в шлеме. В первом раунде Тайсон отправил Сандерса в нокдаун и потом уверенно переигрывал его остальные раунды. Бой не был включён в послужные списки боксёров.
Бой должен был стать началом целого турне Тайсона, в список возможных соперников входили: Эвандер Холифилд, Леннокс Льюис, Владимир Кличко, Хасим Рахман, Шэннон Бриггс. Но в итоге бой с Сандерсом так и остался единственным.

### Показательный бой с Роем Джонсом
В 2020 году Майк Тайсон объявил о возобновлении карьеры для проведения нескольких шоу-боев. 28 ноября 2020 года проведен 8-раундовый выставочный в 12-унцевых боксёрских перчатках) бой с Роем Джонсом. Судьями в этом бою выступили бывшие профессиональные боксёры. По итогам боя была зафиксирована ничья раздельным решением судей.

### Бой с Джейком Полом
15 ноября 2024 года после многолетнего перерыва провёл профессиональный поединок с американским видеоблогером и профессиональным боксёром Джейком Полом. Тайсону на момент проведения боя было 58 лет, в то время как его сопернику — 27.  Подобная разница в возрасте между соперниками стала рекордом в истории профессионального бокса. Бой прошёл по специальным правилам: 8 раундов по 2 минуты и 14-унциевые боксёрские перчатки. Тайсон был активен преимущественно в первых двух раундах, используя свой фирменный маятник и атакуя соперника хуками на ближней дистанции, но вскоре устал. Пол доминировал в оставшихся раундах, отрабатывая с дистанции, в то время как Тайсон в основном защищался. По мнению некоторых комментаторов, Пол явно сдерживался и стремился не нанести чрезмерный урон возрастной легенде бокса. Джейк Пол победил единогласным решением судей со счётом 80-72 и 79-73 (дважды). За этот бой Тайсон должен получить гонорар в размере 20 миллионов долларов, а также ещё 5 миллионов долларов от Пола за выигранное пари, что он продержится против него дольше четырёх раундов. Поражение в поединке с Полом стало для Тайсона седьмым в карьере.

## Результаты боёв
В таблице перечислены результаты всех поединков боксёров.
В каждой строке указан результат поединка. Дополнительно номер поединка обозначен цветом, который обозначает итог поединка. Расшифровка обозначений и цветов представлена в нижеследующей таблице.
| Пример | Расшифровка                     |
| ------ | ------------------------------- |
|        | Победа                          |
|        | Ничья                           |
|        | Поражение                       |
|        | Планируемый поединок            |
|        | Поединок признан несостоявшимся |
| КО     | Нокаут                          |
| ТКО    | Технический нокаут              |
| PTS    | Решение судей (по очкам)        |
| UD     | Единогласное решение судей      |
| MD     | Решение большинства судей       |
| SD     | Раздельное решение судей        |
| RTD    | Отказ от продолжения боя        |
| DQ     | Дисквалификация                 |
| NC     | Поединок признан несостоявшимся |

| 59 поединков, 50 побед (44 нокаутом), 7 поражений, 2 несостоявшихся. | 59 поединков, 50 побед (44 нокаутом), 7 поражений, 2 несостоявшихся. | 59 поединков, 50 побед (44 нокаутом), 7 поражений, 2 несостоявшихся. | 59 поединков, 50 побед (44 нокаутом), 7 поражений, 2 несостоявшихся. | 59 поединков, 50 побед (44 нокаутом), 7 поражений, 2 несостоявшихся. | 59 поединков, 50 побед (44 нокаутом), 7 поражений, 2 несостоявшихся. | 59 поединков, 50 побед (44 нокаутом), 7 поражений, 2 несостоявшихся. | 59 поединков, 50 побед (44 нокаутом), 7 поражений, 2 несостоявшихся. | 59 поединков, 50 побед (44 нокаутом), 7 поражений, 2 несостоявшихся. |
| Бой                                                                  | Рекорд                                                               | Дата                                                                 | Возраст                                                              | Соперник                                                             | Возраст соперника                                                    | Место боя                                                            | Результат                                                            | Данные о бое |
| -------------------------------------------------------------------- | -------------------------------------------------------------------- | -------------------------------------------------------------------- | -------------------------------------------------------------------- | -------------------------------------------------------------------- | -------------------------------------------------------------------- | -------------------------------------------------------------------- | -------------------------------------------------------------------- | --- |
| 59                                                                   | 50-7-0-2                                                             | 15 ноября 2024                                                       | 58 лет 4 месяца и 16 дней                                            | Джейк Пол (9-1)                                                      | 27 лет 9 месяцев и 29 дней                                           | AT&T Stadium, Арлингтон, США                                         | UD 8                                                                 | Счет судей: 73-79, 72-80, 73-79. |
| 58                                                                   | 50-6-0-2                                                             | 11 июня 2005                                                         | 38 лет 11 месяцев и 12 дней                                          | Кевин Макбрайд (32-4-1)                                              | 32 года 1 месяц и 1 день                                             | MCI Center, Вашингтон, округ Колумбия США                            | TKO 6 (10) 3:00                                                      | |
| 57                                                                   | 50-5-0-2                                                             | 30 июля 2004                                                         | 38 лет и 1 месяц                                                     | Дэнни Уильямс (31-3)                                                 | 31 год 1 месяц и 17 дней                                             | Freedom Hall State Fairground, Луисвилль, Кентукки, США              | KO 4 (10) 2:51                                                       | |
| 56                                                                   | 50-4-0-2                                                             | 26 февраля 2003                                                      | 36 лет 7 месяцев и 27 дней                                           | Клиффорд Этьен (24-1-1)                                              | 30 лет 11 месяцев и 17 дней                                          | The Pyramid, Мемфис, Теннесси, США                                   | KO 1 (10) 0:49                                                       | |
| 55                                                                   | 49-4-0-2                                                             | 8 июня 2002                                                          | 36 лет 1 месяц и 9 дней                                              | Леннокс Льюис (39-2-1)                                               | 36 лет 11 месяцев и 6 дней                                           | The Pyramid, Мемфис, Теннесси, США                                   | KO 8 (12) 2:25                                                       | Бой за титул чемпиона мира по версиям WBC, IBF, IBO (1-я защита Льюиса), The Ring (вакантный). |
| 54                                                                   | 49-3-0-2                                                             | 13 октября 2001                                                      | 35 лет 3 месяца и 13 дней                                            | Брайан Нильсен (62-1)                                                | 36 лет 6 месяцев и 12 дней                                           | Parken, Копенгаген, Дания                                            | RTD 6 (10)                                                           | |
| 53                                                                   | 48-3-0-2                                                             | 20 октября 2000                                                      | 34 года 3 месяца и 20 дней                                           | Анджей Голота (36-4)                                                 | 32 года 9 месяцев и 15 дней                                          | The Palace, Оберн-Хилс, Мичиган, США                                 | NC 3 (10)                                                            | Голота в нокдауне в 1 раунде. Мичиганская комиссия изменила результат с победы Тайсона техническим нокаутом после 2 раунда на признание поединка несостоявшимся из-за положительного результата теста на марихуану Тайсона. |
| 52                                                                   | 48-3-0-1                                                             | 24 июня 2000                                                         | 33 года 11 месяца и 25 дней                                          | Лу Саварезе (39-3)                                                   | 34 года 11 месяцев и 10 дней                                         | Hampden Park ,Глазго, Шотландия, Великобритания                      | TKO 1 (10) 0:38                                                      | |
| 51                                                                   | 47-3-0-1                                                             | 29 января 2000                                                       | 33 года 6 месяцев и 30 дней                                          | Джулиус Фрэнсис (21-7)                                               | 35 лет 1 месяц и 21 день                                             | M.E.N. Arena, Манчестер, Ланкашир, Великобритания                    | TKO 2 (10) 1:03                                                      | Френсис 2 раза в нокдауне в 1 раунде.Френсис 3 раза в нокдауне во 2 раунде. |
| 50                                                                   | 46-3-0-1                                                             | 23 октября 1999                                                      | 33 года 3 месяца и 23 дня                                            | Орлин Норрис (50-5)                                                  | 34 года и 19 дней                                                    | MGM Grand, Лас-Вегас, Невада, США                                    | NC 1 (10) 3:00                                                       | Норрис не смог продолжить бой после фола Тайсона. |
| 49                                                                   | 46-3                                                                 | 16 января 1999                                                       | 32 года 6 месяцев и 17 дней                                          | Франсуа Бота (39-1)                                                  | 30 лет 4 месяца и 7 дней                                             | MGM Grand, Лас-Вегас, Невада, США                                    | KO 5 (10) 2:59                                                       | |
| 48                                                                   | 45-3                                                                 | 28 июня 1997                                                         | 30 лет 11 месяцев и 29 дней                                          | Эвандер Холифилд (2) (33-3)                                          | 34 года 9 месяцев и 9 дней                                           | MGM Grand, Лас-Вегас, Невада, США                                    | DQ 3 (12)                                                            | Тайсон дисквалифицирован за 2 укуса ушей Холифилда.Бой за титул чемпиона мира по версии WBA,1-я защита Холифилда. |
| 47                                                                   | 45-2                                                                 | 9 ноября 1996                                                        | 30 лет 4 месяца и 10 дней                                            | Эвандер Холифилд (32-3)                                              | 34 года и 21 день                                                    | MGM Grand, Лас-Вегас, Невада, США                                    | TKO 11 (12) 0:37                                                     | Потерял титул чемпиона мира по версии WBA, 1-я защита Тайсона. |
| 46                                                                   | 45-1                                                                 | 7 сентября 1996                                                      | 30 лет 2 месяца и 8 дней                                             | Брюс Селдон (33-3)                                                   | 29 лет 7 месяцев и 8 дней                                            | MGM Grand, Лас-Вегас, Невада, США                                    | TKO 1 (12) 1:49                                                      | Защитил титул чемпиона мира по версии WBC, 1 защита. Завоевал титул чемпиона мира по версии WBA, 2-я защита Селдона. |
| 45                                                                   | 44-1                                                                 | 16 марта 1996                                                        | 29 лет 8 месяцев и 15 дней                                           | Фрэнк Бруно (2) (40-4)                                               | 34 года и 4 месяца                                                   | MGM Grand, Лас-Вегас, Невада, США                                    | TKO 3 (12) 0:50                                                      | Завоевал титул чемпиона мира по версии WBC, 1-я защита Бруно. |
| 44                                                                   | 43-1                                                                 | 16 декабря 1995                                                      | 29 лет 5 месяцев и 16 дней                                           | Бастер Матис (20-0)                                                  | 24 года 8 месяцев и 22 дня                                           | Core States Spectrum, Филадельфия, Пенсильвания, США                 | KO 3 (12) 2:32                                                       | |
| 43                                                                   | 42-1                                                                 | 19 августа 1995                                                      | 29 лет 1 месяц и 20 дней                                             | Питер Макнили (36-1)                                                 | 26 лет 10 месяцев и 13 дней                                          | MGM Grand, Лас-Вегас, Невада, США                                    | DQ 1 (10) 1:29                                                       | |
| 42                                                                   | 41-1                                                                 | 28 июня 1991                                                         | 24 года 11 месяцев и 29 дней                                         | Донован Раддок (2) (25-2-1)                                          | 27 лет 6 месяцев и 7 дней                                            | Mirage Hotel & Casino, Лас-Вегас, Невада, США                        | UD 12                                                                | Счет судей: 113-109 114-108 114-108. |
| 41                                                                   | 40-1                                                                 | 18 марта 1991                                                        | 24 года 8 месяцев и 16 дней                                          | Донован Раддок (25-1-1)                                              | 27 лет 2 месяца и 25 дней                                            | Mirage Hotel & Casino, Лас-Вегас, Невада, США                        | TKO 7 (12) 2:22                                                      | |
| 40                                                                   | 39-1                                                                 | 8 декабря 1990                                                       | 24 года 5 месяцев и 8 дней                                           | Алекс Стюарт (26-1)                                                  | 26 лет 5 месяцев и 10 дней                                           | Convention Center, Атлантик-Сити, Нью-Джерси, США                    | TKO 1 (10) 2:27                                                      | |
| 39                                                                   | 38-1                                                                 | 16 июня 1990                                                         | 23 года 11 месяцев и 17 дней                                         | Генри Тиллмен (20-4)                                                 | 29 лет 10 месяцев и 15 дней                                          | Caesars Palace, Лас-Вегас, Невада, США                               | KO 1 (10) 2:47                                                       | |
| 38                                                                   | 37-1                                                                 | 11 февраля 1990                                                      | 23 года 7 месяцев и 12 дней                                          | Джеймс Дуглас (29-4-1)                                               | 29 лет 10 месяцев и 4 дня                                            | Tokyo Dome, Токио, Япония                                            | KO 10 (12) 1:22                                                      | Бой за звание абсолютного чемпиона мира по версиям WBC (10-я защита Тайсона), WBA (9-я защита Тайсона), IBF (7-я защита Тайсона). Дуглас в нокдауне в 8 раунде.                                                             |
| 37                                                                   | 37-0                                                                 | 21 июля 1989                                                         | 23 года и 21 день                                                    | Карл Уильямс (22-2)                                                  | 29 лет 7 месяцев и 10 дней                                           | Convention Center, Атлантик-Сити, Нью-Джерси, США                    | TKO 1 (12) 1:33                                                      | Бой за звание абсолютного чемпиона мира по версиям WBC (9-я защита Тайсона), WBA (8-я защита Тайсона). IBF (6-я защита Тайсона), The Ring (2-я защита Тайсона).                                                             |
| 36                                                                   | 36-0                                                                 | 25 февраля 1989                                                      | 22 года 7 месяцев и 26 дней                                          | Фрэнк Бруно (32-2)                                                   | 27 лет 3 месяца и 9 дней                                             | Las Vegas Hilton, Hilton Center, Лас-Вегас, Невада, США              | TKO 5 (12) 2:55                                                      | Бой за звание абсолютного чемпиона мира по версиям WBC (8-я защита Тайсона), WBA (7-я защита Тайсона), IBF (5-я защита Тайсона), The Ring (1-я защита Тайсона). Бруно в нокдауне в 1 раунде.                                |
| 35                                                                   | 35-0                                                                 | 27 июня 1988                                                         | 21 год 11 месяцев и 28 дней                                          | Майкл Спинкс (31-0)                                                  | 31 год 11 месяцев и 14 дней                                          | Convention Hall, Атлантик-Сити, Нью-Джерси, США                      | KO 1 (12) 1:31                                                       | Бой за звание абсолютного чемпиона мира по версиям WBC (7-я защита Тайсона), WBA (6-я защита Тайсона), IBF (4-я защита Тайсона), The Ring (4-я защита Спинкса).                                                             |
| 34                                                                   | 34-0                                                                 | 21 марта 1988                                                        | 21 год 8 месяцев и 20 дней                                           | Тони Таббс (24-1)                                                    | 30 лет 1 месяц и 6 дней                                              | Tokyo Dome, Токио, Япония                                            | TKO 2 (12) 2:54                                                      | Бой за звание абсолютного чемпиона мира по версиям WBC (6-я защита Тайсона), WBA (5-я защита Тайсона), IBF (3-я защита Тайсона).                                                                                            |
| 33                                                                   | 33-0                                                                 | 22 января 1988                                                       | 21 год 7 месяцев и 23 дня                                            | Ларри Холмс (48-2)                                                   | 38 лет 2 месяца и 19 дней                                            | Convention Center, Атлантик-Сити, Нью-Джерси, США                    | TKO 4 (12) 2:55                                                      | Бой за звание абсолютного чемпиона мира по версиям WBC (5-я защита Тайсона), WBA (4-я защита Тайсона), IBF (2-я защита Тайсона).                                                                                            |
| 32                                                                   | 32-0                                                                 | 16 октября 1987                                                      | 21 год 4 месяца и 17 дней                                            | Тайрелл Биггс (15-0)                                                 | 26 лет 10 месяцев и 25 дней                                          | Convention Hall, Атлантик-Сити, Нью-Джерси, США                      | TKO7 (15) 2:59                                                       | Бой за звание абсолютного чемпиона мира по версиям WBC (4-я защита Тайсона), WBA (3-я защита Тайсона), IBF (1-я защита Тайсона).                                                                                            |
| 31                                                                   | 31-0                                                                 | 1 августа 1987                                                       | 21 год 1 месяц и 2 дня                                               | Тони Таккер (34-0)                                                   | 28 лет 7 месяцев и 4 дня                                             | Las Vegas Hilton, Hilton Center, Лас-Вегас, Невада, США              | UD 12                                                                | Бой за звание абсолютного чемпиона мира по версиям WBC (3-я защита Тайсона), WBA (2-я защита Тайсона), IBF (1-я защита Таккера). Счёт судей: 118-113 119-111 117-112.                                                       |
| 30                                                                   | 30-0                                                                 | 30 мая 1987                                                          | 20 лет и 11 месяцев                                                  | Пинклон Томас (29-1-1)                                               | 29 лет 3 месяца и 20 дней                                            | Las Vegas Hilton, Outdoor Arena, Лас-Вегас, Невада, США              | TKO 6 (12) 2:00                                                      | Бой за титул чемпиона мира по версиям WBC (2-я защита Тайсона), WBA (1-я защита Тайсона). |
| 29                                                                   | 29-0                                                                 | 7 марта 1987                                                         | 20 лет 8 месяцев и 5 дней                                            | Джеймс Смит (19-5)                                                   | 33 года 11 месяцев и 4 дня                                           | Las Vegas Hilton, Outdoor Arena, Лас-Вегас, Невада, США              | UD 12                                                                | Счёт судей: 120-106 119-107 119-107. Бой за титул чемпиона мира по версиям WBC (1-я защита Тайсона), WBA (1-я защита Смита).                                                                                                |
| 28                                                                   | 28-0                                                                 | 22 ноября 1986                                                       | 20 лет 4 месяца и 23 дня                                             | Тревор Бербик (31-4-1)                                               | 31 год 3 месяца и 21 день                                            | Hilton Hotel, Лас-Вегас, Невада, США                                 | TKO 2 (12) 2:35                                                      | Бербик 2 раза в нокдауне во 2 раунде. Завоевал титул чемпиона мира по версии WBC (1-я защита Бербика). |
| 27                                                                   | 27-0                                                                 | 6 сентября 1986                                                      | 20 лет 2 месяца и 7 дней                                             | Альфонсо Ратлифф (21-3)                                              | 30 лет 6 месяцев и 30 дней                                           | Las Vegas Hilton, Hilton Center, Лас-Вегас, Невада, США              | TKO 2 (10) 1:41                                                      | |
| 26                                                                   | 26-0                                                                 | 17 августа 1986                                                      | 20 лет 1 месяц и 18 дней                                             | Хосе Рибальта (22-3-1)                                               | 23 года 4 месяца и 17 дней                                           | Trump Plaza Hotel, Атлантик-Сити, Нью-Джерси, США                    | TKO 10 (10) 1:37                                                     | Рибальта в нокдауне во 2-м, 8-м и 10-м раундах. |
| 25                                                                   | 25(23)-0                                                             | 26 июля 1986                                                         | 20 лет и 26 дней                                                     | Марвис Фрейзер (18-1)                                                | 25 лет 10 месяцев и 16 дней                                          | Civic Center, Глен Фоллс, Нью-Йорк, США                              | TKO 1 (10) 0:30                                                      | |
| 24                                                                   | 24-0                                                                 | 11 июля 1986                                                         | 20 лет и 11 дней                                                     | Лоренцо Бойд (15-5)                                                  | 26 лет 5 месяцев и 15 дней                                           | Stevensville Hotel, Свен Лейк, Нью-Йорк, США                         | KO 2 (10) 1:43                                                       | |
| 23                                                                   | 23-0                                                                 | 28 июня 1986                                                         | 19 лет 11 месяцев и 29 дней                                          | Уильям Хосе (12-3)                                                   | 33 года 3 месяца и 12 дней                                           | Houston Field House, Трой, Нью-Йорк, США                             | KO 1 (10) 2:03                                                       | |
| 22                                                                   | 22-0                                                                 | 13 июня 1986                                                         | 19 лет 11 месяцев и 14 дней                                          | Реджи Гросс (18-4)                                                   | 24 года 5 месяцев и 12 дней                                          | Madison Square Garden, Нью-Йорк, Нью-Йорк, США                       | TKO 1 (10) 2:36                                                      | |
| 21                                                                   | 21-0                                                                 | 20 мая 1986                                                          | 19 лет 10 месяцев и 20 дней                                          | Митч Грин (16-1-1)                                                   | 29 лет 4 месяца и 7 дней                                             | Madison Square Garden, Нью-Йорк, Нью-Йорк, США                       | UD 10                                                                | Счёт судей: 8-2, 9-1, 9-1. |
| 20                                                                   | 20-0                                                                 | 3 мая 1986                                                           | 19 лет 10 месяцев и 3 дня                                            | Джеймс Тиллис (31-8)                                                 | 28 лет 9 месяцев и 28 дней                                           | Civic Center, Глен Фоллс, Нью-Йорк, США                              | UD 10                                                                | Тиллис в нокдауне в 4 раунде. Счёт судей: 6-4, 6-4, 8-2. |
| 19                                                                   | 19-0                                                                 | 10 марта 1986                                                        | 19 лет 8 месяцев и 8 дней                                            | Стив Зоуски (25-9)                                                   | 31 год 6 месяцев и 24 дня                                            | Nassau Coliseum, Юниондейл, Нью-Йорк, США                            | KO 3 (10) 2:39                                                       | |
| 18                                                                   | 18-0                                                                 | 16 февраля 1986                                                      | 19 лет 7 месяцев и 17 дней                                           | Джесси Фергюсон (14-1)                                               | 28 лет 10 месяцев и 27 дней                                          | Rennselaer Polytechnic Institute, Трой, Нью-Йорк, США                | TKO 6 (10) 1:19                                                      | Фергюсон в нокдауне в 5 раунде. Фергюсон был дисквалифицирован в 6 раунде. Однако атлетическая комиссия штата Нью-Йорк признала официальным результатом боя технический нокаут.                                             |
| 17                                                                   | 17-0                                                                 | 24 января 1986                                                       | 19 лет 6 месяцев и 25 дней                                           | Майк Джеймсон (14-9)                                                 | 31 год 7 месяцев и 5 дней                                            | Trump Plaza Hotel, Атлантик-Сити, Нью-Джерси, США                    | TKO 5 (8) 0:46                                                       | Джеймсон в нокдауне в 4 раунде. Джеймсон в нокдауне в 5 раунде. |
| 16                                                                   | 16-0                                                                 | 11 января 1986                                                       | 19 лет 6 месяцев и 12 дней                                           | Дэвид Джако (19-5)                                                   | 28 лет 11 месяцев и 18 дней                                          | Empire State Plaza Convention Center, Олбани, Нью-Йорк, США          | TKO1 (10) 2:16                                                       | Джако 3 раза в нокдауне в 1 раунде. |
| 15                                                                   | 15-0                                                                 | 27 декабря 1985                                                      | 19 лет 5 месяцев и 27 дней                                           | Марк Янг (8-6)                                                       | 21 год 11 месяцев и 27 дней                                          | Latham Coliseum, Латам, Нью-Йорк, США                                | TKO 1 (10) 0:50                                                      | |
| 14                                                                   | 14-0                                                                 | 6 декабря 1985                                                       | 19 лет 5 месяцев и 6 дней                                            | Сэмми Скаф (13-6)                                                    | 30 лет 11 месяцев и 21 день                                          | Felt Forum, Нью-Йорк, Нью-Йорк, США                                  | TKO 1 (10) 1:19                                                      | |
| 13                                                                   | 13-0                                                                 | 22 ноября 1985                                                       | 19 лет 4 месяца и 23 дня                                             | Конрой Нельсон (15-7-2)                                              | 26 лет 7 месяцев и 9 дней                                            | Latham Coliseum, Латам, Нью-Йорк, США                                | TKO 2 (8) 0:30                                                       | Бой остановлен, так как Нельсон сломал нос. |
| 12                                                                   | 12-0                                                                 | 13 ноября 1985                                                       | 19 лет 4 месяца и 14 дней                                            | Эдди Ричардсон (10-2)                                                | 26 лет 7 месяцев и 29 дней                                           | Ramada-Houston Hotel, Хьюстон, Техас, США                            | KO 1 (8) 1:17                                                        | |
| 11                                                                   | 11-0                                                                 | 1 ноября 1985                                                        | 19 лет 4 месяца и 2 дня                                              | Стерлинг Бенжамин (5-6-1)                                            | 33 года 1 месяц и 20 дней                                            | Latham Coliseum, Латам, Нью-Йорк, США                                | TKO 1 (8) 0:54                                                       | |
| 10                                                                   | 10-0                                                                 | 25 октября 1985                                                      | 19 лет 3 месяца и 25 дней                                            | Роберт Колай (6-7-1)                                                 | 29 лет 9 месяцев и 24 дня                                            | Atlantis Hotel & Casino, Атлантик-Сити, Нью-Джерси, США              | KO 1 (8) 0:37                                                        | |
| 9                                                                    | 9-0                                                                  | 9 октября 1985                                                       | 19 лет 3 месяца и 9 дней                                             | Донни Лонг (15-3)                                                    | 28 лет и 10 месяцев                                                  | Trump Casino Hotel, Атлантик-Сити, Нью-Джерси, США                   | TKO 1 (6) 1:28                                                       | Лонг 3 раза в нокдауне в 1 раунде. |
| 8                                                                    | 8-0                                                                  | 5 сентября 1985                                                      | 19 лет 2 месяца и 6 дней                                             | Майкл Джонсон (11-5)                                                 |                                                                      | Atlantis Hotel & Casino, Атлантик-Сити, Нью-Джерси, США              | KO 1 (6) 0:39                                                        | |
| 7                                                                    | 7-0                                                                  | 15 августа 1985                                                      | 19 лет 1 месяц и 16 дней                                             | Лоренцо Канади (3-0)                                                 | 23 года и 5 дней                                                     | Resorts International, Атлантик-Сити, Нью-Джерси, США                | KO 1 (6) 1:05                                                        | |
| 6                                                                    | 6-0                                                                  | 19 июля 1985                                                         | 19 лет и 19 дней                                                     | Ларри Симс (3-16-3)                                                  |                                                                      | Mid-Hudson Civic Center, Поугхкепси, Нью-Йорк, США                   | KO 3 (6) 2:04                                                        | |
| 5                                                                    | 5-0                                                                  | 11 июля 1985                                                         | 19 лет и 11 дней                                                     | Джон Олдерсон (3-0)                                                  |                                                                      | Trump Casino Hotel, Атлантик-Сити, Нью-Джерси, США                   | RTD 2 (6) 3:00                                                       | |
| 4                                                                    | 4(4)-0                                                               | 20 июня 1985                                                         | 18 лет 11 месяцев и 21 день                                          | Рикардо Спайн (1-0)                                                  | 30 лет 8 месяцев и 28 дней                                           | Resorts International, Атлантик-Сити, Нью-Джерси, США                | TKO 1 (6) 0:39                                                       | Спайн 2 раза в нокдауне в 1 раунде. |
| 3                                                                    | 3-0                                                                  | 23 мая 1985                                                          | 18 лет 10 месяцев и 23 дня                                           | Дон Халпин (10-18)                                                   | 32 года 3 месяца и 26 дней                                           | Олбани, Нью-Йорк, США                                                | KO 4 (4) 1:04                                                        | |
| 2                                                                    | 2-0                                                                  | 10 апреля 1985                                                       | 18 лет 9 месяцев и 11 дней                                           | Трент Синглетон (1-3)                                                |                                                                      | Олбани, Нью-Йорк, США                                                | TKO 1 (4) 0:52                                                       | |
| 1                                                                    | 1-0                                                                  | 6 марта 1985                                                         | 18 лет 8 месяцев и 8 дней                                            | Эктор Мерседес (0-3)                                                 |                                                                      | Empire State Plaza Convention Center, Олбани, Нью-Йорк, США          | TKO 1 (4) 1:47                                                       | |
| Бой                                                                  | Рекорд                                                               | Дата                                                                 | Возраст                                                              | Соперник                                                             | Возраст соперника                                                    | Место боя                                                            | Результат                                                            | Данные о бое |

### Результаты показательных боёв
В таблице перечислены результаты всех поединков боксёров.
В каждой строке указан результат поединка. Дополнительно номер поединка обозначен цветом, который обозначает итог поединка. Расшифровка обозначений и цветов представлена в нижеследующей таблице.
| Пример | Расшифровка                     |
| ------ | ------------------------------- |
|        | Победа                          |
|        | Ничья                           |
|        | Поражение                       |
|        | Планируемый поединок            |
|        | Поединок признан несостоявшимся |
| КО     | Нокаут                          |
| ТКО    | Технический нокаут              |
| PTS    | Решение судей (по очкам)        |
| UD     | Единогласное решение судей      |
| MD     | Решение большинства судей       |
| SD     | Раздельное решение судей        |
| RTD    | Отказ от продолжения боя        |
| DQ     | Дисквалификация                 |
| NC     | Поединок признан несостоявшимся |

| Бой | Дата            | Возраст                    | Соперник             | Возраст соперника           | Место боя                                    | Результат  | Данные о бое                   |
| --- | --------------- | -------------------------- | -------------------- | --------------------------- | -------------------------------------------- | ---------- | ------------------------------ |
| 2   | 28 ноября 2020  | 54 года 4 месяца и 29 дней | Рой Джонс (66-9)     | 51 год 10 месяцев и 12 дней | Staples Center, Лос-Анджелес, Калифорния США | SD 8 (8X2) | Счёт судей: 79-73 76-80 76-76. |
| 1   | 21 октября 2006 | 40 лет 3 месяца и 21 день  | Кори Сандерс (23-11) | 31 год 7 месяцев и 14 дней  | Янгстаун, Огайо, США                         | PTS 4      | Сандерс в нокдауне в 1 раунде. |
| Бой | Дата            | Возраст                    | Соперник             | Возраст соперника           | Место боя                                    | Результат  | Данные о бое                   |

## Стиль и тактика ведения поединков
На пике своей карьеры Тайсон обладал отличной скоростью, нокаутирующим ударом и великолепной защитой, в этом показателе он превосходил большинство своих оппонентов.
Тайсон использовал стиль пик-а-бу. За основу стиля была взята техника и манера боя Джо Луиса, «коричневого бомбардировщика», одного из лучших подвижных панчеров в истории бокса. Тот факт, как быстро Тайсон стал чемпионом мира по всем версиям, и его яркие победы говорят о законченной методике этого стиля, а не просто о таланте Тайсона. При подготовке Тайсона был учтён горький опыт поражений Флойда Паттерсона и Джо Фрейзера против таких высокорослых и сильнобьющих боксёров, как Мохаммед Али и Джордж Форман.
Техника и тактика входа на среднюю дистанцию и работа на средней и ближней дистанциях была доведена до совершенства, что позволило Тайсону очень успешно противостоять длинноруким высоким боксёрам. Техника перемещений была также доработана — что позволяло очень быстро сокращать дистанцию, сочетая с маятниковыми движениями корпуса. Именно этого сильно не хватало Паттерсону и Фрейзеру в боях с Али и Форманом. Им чуть-чуть не хватало дистанции на «шагах», что позволяло длинноногим Али и Форману легко пресекать их прорывы на среднюю дистанцию и расстреливать длинными ударами. В результате ноги стали более согнуты, а стойка более короткой. Шаг укоротился, но участился — что заставило подтягивать заднюю ногу и добавило мобильности в перемещениях. Руки в пик-а-бу держатся не так, как в классике. Обе руки находятся у щёк, и все удары делаются из этого положения. Такое положение рук позволяет делать очень короткие огибающие защиту противника удары на средней и ближней дистанции и позволяют быстро уйти в глухую защиту. Все удары делаются на уклонах и выходах из нырков. Техника удара взрывная и пробивная. Все удары в сериях бьются на вынос — пробных ударов, как таковых, нет.
Тайсон в совершенстве владел искусством психологического воздействия на оппонента. Тайсон подобно Сонни Листону одним своим видом внушал страх своим противникам, что позволяло ему получить дополнительное преимущество в бою.

## Тренеры
Ниже перечислены персональные тренеры Майка Тайсона (за исключением Каса Д’Амато, который будучи наставником и опекуном Тайсона, являлся непосредственным начальником Атласа и Руни). Также перечислены достижения Тайсона на любительском (1980—1985) и профессиональном ринге (1985—2005) в период занятий под руководством конкретного тренера:
- Бобби Стюарт (1978—1980): подготовительный этап, только спарринги;
- Тедди Атлас (1980—1982): 10 боёв на любительском ринге (9 побед, 1 поражение);
- Кевин Руни (1982—1988): 44 боя на любительском ринге (39 побед, 5 поражений), 35 боёв на профессиональном ринге (35 побед, 31 нокаутом);
- Аарон Сноуэлл (1989—1990): 3 боя (2 победы, 1 поражение);
- Ричи Джакетти (1990—1991, 1997): 5 боёв (4 победы, 1 поражение);
- Джей Брайт (1995—1996): 5 боёв (4 победы, 1 поражение);
- Томми Брукс (1999—2001): 6 боёв (6 побед);
- Ронни Шилдс (2002): 1 бой (1 поражение);
- Фредди Роуч (2003—2004): 2 боя (1 победа, 1 поражение);
- Джефф Фенек (2005): 1 бой (1 поражение).

Самый результативный период в карьере Тайсона пришёлся на тренерство Кевина Руни.

## Карьера в рестлинге

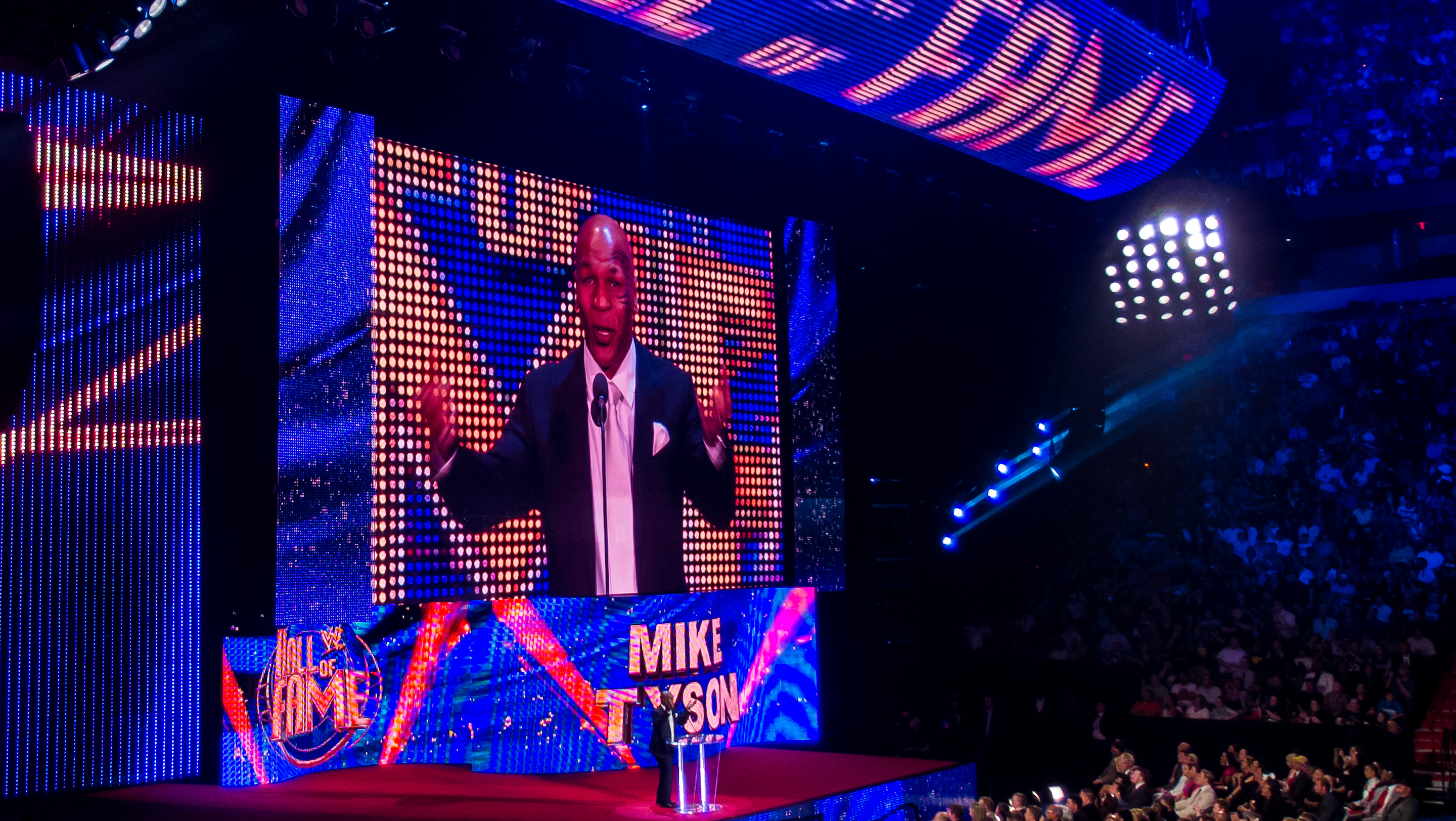
Майк Тайсон в 2011 году на церемонии введения в Зал славы WWE

29 марта 1998 года Тайсон появился в качестве гостя на WrestleMania XIV, во время основного события — матча между Шоном Майклзом и Стивом Остином. Он выполнял роль инфорсера — борца, выступающего в качестве телохранителя другого борца при его выходе на ринг. За это он получил от WWF сумму в 3 млн долларов. В это время Тайсон был неофициальным членом D-Generation X. На ринге Остин показал Тайсону средний палец, Тайсон толкнул Остина, тот упал. Тайсон и Остин было кинулись драться, но были разведены людьми, находившимися в ринге на безопасное расстояние друг от друга, и драки удалось избежать. В этом матче Стив Остин победил Шона Майклза и стал новым Чемпионом WWF. Несмотря на опасения Стива Остина о предвзятости Майка Тайсона, «Железный Майк» не был ни на чьей стороне. Когда рефери, задержавшийся в углу ринга во время атаки Остина на Майклза, оказался не в состоянии судить матч, Тайсон отсчитал три удара в пользу Остина. Осознав своё поражение, разозлённый Майклз начал ругаться с Тайсоном, за что и был «нокаутирован» боксёром первым же ударом.
Тайсон появился на WWE Monday Night Raw 11 января 2010 года в матче двух команд: Тайсон и Крис Джерико против D-Generation X. В какой-то момент на ринг выбежал Хорнсвоггл, одетый как Эвандер Холифилд, и занял место на ринге рядом с Майклзом и Triple H. Пока Джерико что-то им выговаривал, стоя спиной к Тайсону, Майк снял свою футболку, под которой была другая футболка с символикой D-Generation X, и «нокаутировал» своего напарника после того, как тот повернулся к нему лицом, принеся победу Шону Майклзу и Triple H.
31 марта 2012 года Тайсон был введён Шоном Майклзом и Triple H в Зал славы WWE.
28 мая 2020 Майк Тайсон появился на шоу Dynamite компании All Elite Wrestling, устроив потасовку с Крисом Джерико.

## Актёрская карьера
Майк Тайсон снялся в более чем 55 фильмах, шоу и сериалах:
- Однажды во времени (2023)
- Вендетта. Банды Атланты (2022)
- Война фараона (2019)
- Кикбоксер возвращается (2018)
- Китайский продавец (2017)
- На колёсах (2017)
- 9 легенд (2016)
- Ип Ман 3 (2016)
- Забойный реванш (2013)
- Как я встретил вашу маму (16 эпизод восьмого сезона) (2013)
- Очень страшное кино 5 (2013)
- Мальчишник 2: Из Вегаса в Бангкок (2011)
- Человек против природы. Новый вызов Тайсона (2011)
- Осмеяние Чарли Шина (2011)
- Мальчишник в Вегасе (2009)
- Тайсон (документальный фильм) (2008)
- Полный финиш (2007)
- Рокки Бальбоа (2006)
- Когда меня полюбят (2004)
- Крокодил Данди в Лос-Анджелесе (2001)
- Боливия (2001)
- Чёрное и белое (1999)
- Бей в кость (1999)
- Безумное телевидение (1995—2009)
- Падший чемпион: Нерассказанная история Майка Тайсона (1993)

## В массовой культуре
- Майк Тайсон послужил прообразом боксёра Яна МакГрегора из аниме-сериала «Боец Баки».
- Дредерик Татум из мультсериала «Симпсоны» является пародией Тайсона.
- В телесериале Альф очень часто упоминается Майк Тайсон. Альф часто ставит на него деньги, а в одной из серий даже позвонил ему и вызвал на поединок с Вилли, но ответила девушка Тайсона.
- В 2012 году Майк подрабатывал на сцене, где он рассказывал людям о своей жизни. Жанр, который выбрал бывший спортсмен, — театр одного актёра. Два месяца назад автобиографические шоу Железного Майка с ажиотажем прошли в Лас-Вегасе. Его представления продлились с 31 июля по 5 августа на Бродвее.
- 6 апреля 2013 года в Детройтском театре Fox прошло сольное шоу одного человека «Майк Тайсон: Неоспоримая истина». Шоу является частью 10-недельного тура по США, в главной роли которого выступает 46-летний Майк Тайсон.
- Майк Тайсон является одним из играбельных персонажей в видеоиграх Fight Night Round 4, Fight Night Champion и WWE ’13, EA Sports UFC 2.
- Фрэнки однажды проснулся в роли Майка Тайсона.
- Майк Тайсон является финальным противником в игре Punch-Out.

## Проблемы со здоровьем
В детстве у Майка были проблемы с лёгкими, из-за чего он часто оказывался в больнице.
В документальном фильме Тайсон сказал, что перед боем с Бербиком заразился гонореей, из-за чего не мог сосредоточиться на бое.
В 1989 году у Майка начались проблемы с алкоголем из-за развода и других проблем, поэтому Майк вскоре забросил тренировки, но после боя с Дагласом записался на лечение.
С середины 1990 до 2010 года у Майка были проблемы с наркотиками, и это сильно отразилось на его карьере, психике и проблемах с законом. Например, бой с Анджеем Голотой, когда Тайсон одержал победу, допинг проба показала следы марихуаны у Тайсона в крови и бой был признан несостоявшимся. Во втором бою с Холифилдом, после очередного удара головой, Тайсон не выдержал и укусил противника за ухо, а затем в клинче после 2 удара укусил его ещё раз. После остановки боя Тайсон рвался на Холифилда и начал бить всех, кто мешал ему подобраться к Холифилду. Позднее Тайсон сделал заявление, что он сошёл с ума из-за нарушений со стороны Холифилда и того, что судья ничего не делал, и что у него была одна мысль на уме — убить Холифилда, но 15 лет спустя Тайсон сделал заявление, что помимо ярости из-за ударов Холифилда головой, укусил его под действием наркотиков. 29 декабря 2008 года Майк Тайсон был арестован за употребление кокаина за рулём, но был отпущен на следующий день.
Из-за наркотиков же у Майка начались проблемы с лишним весом. В лучшей форме, как сказал сам Майк, он весил 97,18 кг (214 фунта). В конце 90-х вес Майка колебался в пределах 101—102 кг. В бою с Брайаном Нильсеном он весил 108,7 кг, но это не помешало ему выиграть. В бою с Льюисом он весил уже 106,1 кг, и лишний вес был явно виден на теле. С 2007 по 2010 год Майк весил около 140 килограммов, однако в 2008 году стал веганом, снова начал заниматься спортом и похудел почти на 40 килограммов.
В 2013 году Майк Тайсон сделал заявление, что употреблял марихуану и кокаин в последние годы боксёрской карьеры. Он использовал искусственный пенис и чужую мочу для того, чтобы успешно проходить допинг-тесты после боев, в частности в бою против Лу Саварезе. Этим объясняется его неуправляемая агрессия во время и после боя.